# Lista de asteroides (482001-483000)
Esta é uma lista parcial de asteroides, do asteroide número 482001 até o 483000, inclusive. Veja também o índice com todas as listas disponíveis.

| Objeto Próximos à Terra | Cinturão de asteroides (interno) | Cinturão de asteroides (externo) | Centauro       |
| Cruzador de Marte       | Cinturão de asteroides (meio)    | Troianos de Júpiter              | Transnetuniano |

Veja mais dados de cada asteroide na ligação externa para o Minor Planet Center na última coluna.
Índice: 482001... 482101... 482201... 482301... 482401... 482501... 482601... 482701... 482801... 482901... 

## 482001–482100
| Designação | Designação | Descoberta  | Descoberta      | Descobridor(es)     | Categoria | Mais informações / Referência |
| Permanente | Provisória | Data        | Local           | Descobridor(es)     | Categoria | Mais informações / Referência |
| ---------- | ---------- | ----------- | --------------- | ------------------- | --------- | ----------------------------- |
| 482001     | 2009 SR125 | 14 nov 2006 | Kitt Peak       | Spacewatch          | —         | MPC                           |
| 482002     | 2009 SL141 | 19 set 2009 | Kitt Peak       | Spacewatch          | —         | MPC                           |
| 482003     | 2009 SZ150 | 27 nov 2006 | Mount Lemmon    | Mount Lemmon Survey | —         | MPC                           |
| 482004     | 2009 SL151 | 20 set 2009 | Kitt Peak       | Spacewatch          | —         | MPC                           |
| 482005     | 2009 SN158 | 20 set 2009 | Kitt Peak       | Spacewatch          | —         | MPC                           |
| 482006     | 2009 SA180 | 20 set 2009 | Kitt Peak       | Spacewatch          | —         | MPC                           |
| 482007     | 2009 SN186 | 21 set 2009 | Kitt Peak       | Spacewatch          | —         | MPC                           |
| 482008     | 2009 SY228 | 26 set 2009 | LightBuckets    | LightBuckets Obs.   | —         | MPC                           |
| 482009     | 2009 SS234 | 16 set 2009 | Mount Lemmon    | Mount Lemmon Survey | —         | MPC                           |
| 482010     | 2009 SL267 | 23 set 2009 | Mount Lemmon    | Mount Lemmon Survey | —         | MPC                           |
| 482011     | 2009 SK298 | 21 set 2009 | Catalina        | CSS                 | —         | MPC                           |
| 482012     | 2009 TB21  | 11 out 2009 | La Sagra        | Mallorca Obs.       | —         | MPC                           |
| 482013     | 2009 TN36  | 14 out 2009 | La Sagra        | Mallorca Obs.       | —         | MPC                           |
| 482014     | 2009 TA47  | 15 out 2009 | Socorro         | LINEAR              | —         | MPC                           |
| 482015     | 2009 US13  | 18 out 2009 | Kitt Peak       | Spacewatch          | —         | MPC                           |
| 482016     | 2009 UT24  | 18 out 2009 | Mount Lemmon    | Mount Lemmon Survey | —         | MPC                           |
| 482017     | 2009 UW28  | 22 set 2009 | Mount Lemmon    | Mount Lemmon Survey | —         | MPC                           |
| 482018     | 2009 UB99  | 23 out 2009 | Mount Lemmon    | Mount Lemmon Survey | —         | MPC                           |
| 482019     | 2009 UQ121 | 25 out 2009 | Kitt Peak       | Spacewatch          | —         | MPC                           |
| 482020     | 2009 UU127 | 28 out 2009 | Bisei SG Center | BATTeRS             | —         | MPC                           |
| 482021     | 2009 UR147 | 17 out 2009 | Mount Lemmon    | Mount Lemmon Survey | —         | MPC                           |
| 482022     | 2009 UX152 | 20 set 2009 | Mount Lemmon    | Mount Lemmon Survey | —         | MPC                           |
| 482023     | 2009 VY    | 16 out 2009 | Catalina        | CSS                 | —         | MPC                           |
| 482024     | 2009 VM3   | 22 out 2009 | Mount Lemmon    | Mount Lemmon Survey | —         | MPC                           |
| 482025     | 2009 VP7   | 8 nov 2009  | Catalina        | CSS                 | —         | MPC                           |
| 482026     | 2009 VX43  | 14 out 2009 | Mount Lemmon    | Mount Lemmon Survey | —         | MPC                           |
| 482027     | 2009 VS45  | 8 nov 2009  | Kitt Peak       | Spacewatch          | Flora     | MPC                           |
| 482028     | 2009 VN54  | 18 set 2009 | Mount Lemmon    | Mount Lemmon Survey | —         | MPC                           |
| 482029     | 2009 VK71  | 9 nov 2009  | Mount Lemmon    | Mount Lemmon Survey | —         | MPC                           |
| 482030     | 2009 VE94  | 23 out 2009 | Mount Lemmon    | Mount Lemmon Survey | —         | MPC                           |
| 482031     | 2009 VK95  | 10 nov 2009 | Kitt Peak       | Spacewatch          | Flora     | MPC                           |
| 482032     | 2009 VH115 | 22 set 2009 | Mount Lemmon    | Mount Lemmon Survey | —         | MPC                           |
| 482033     | 2009 WB17  | 16 mar 2004 | Kitt Peak       | Spacewatch          | —         | MPC                           |
| 482034     | 2009 WA23  | 27 out 2009 | Kitt Peak       | Spacewatch          | —         | MPC                           |
| 482035     | 2009 WL23  | 18 nov 2009 | Kitt Peak       | Spacewatch          | —         | MPC                           |
| 482036     | 2009 WZ26  | 27 out 2009 | Kitt Peak       | Spacewatch          | —         | MPC                           |
| 482037     | 2009 WO36  | 17 nov 2009 | Kitt Peak       | Spacewatch          | —         | MPC                           |
| 482038     | 2009 WR71  | 10 nov 2009 | Kitt Peak       | Spacewatch          | —         | MPC                           |
| 482039     | 2009 WH78  | 17 set 1998 | Anderson Mesa   | LONEOS              | —         | MPC                           |
| 482040     | 2009 WZ84  | 21 nov 2006 | Mount Lemmon    | Mount Lemmon Survey | —         | MPC                           |
| 482041     | 2009 WT105 | 25 nov 2009 | Mayhill         | iTelescope Obs.     | —         | MPC                           |
| 482042     | 2009 WO142 | 19 nov 2009 | Kitt Peak       | Spacewatch          | —         | MPC                           |
| 482043     | 2009 WF165 | 21 nov 2009 | Kitt Peak       | Spacewatch          | —         | MPC                           |
| 482044     | 2009 WJ223 | 16 nov 2009 | Kitt Peak       | Spacewatch          | —         | MPC                           |
| 482045     | 2009 WL234 | 13 dez 2006 | Kitt Peak       | Spacewatch          | —         | MPC                           |
| 482046     | 2009 WD236 | 21 nov 2009 | Kitt Peak       | Spacewatch          | —         | MPC                           |
| 482047     | 2009 WB256 | 22 nov 2009 | Kitt Peak       | Spacewatch          | —         | MPC                           |
| 482048     | 2009 WT259 | 16 nov 2009 | Kitt Peak       | Spacewatch          | —         | MPC                           |
| 482049     | 2009 XG8   | 15 dez 2009 | Mount Lemmon    | Mount Lemmon Survey | —         | MPC                           |
| 482050     | 2009 XF15  | 15 dez 2009 | Mount Lemmon    | Mount Lemmon Survey | —         | MPC                           |
| 482051     | 2009 XH19  | 16 nov 2009 | Mount Lemmon    | Mount Lemmon Survey | Erigone   | MPC                           |
| 482052     | 2009 YB3   | 17 dez 2009 | Mount Lemmon    | Mount Lemmon Survey | —         | MPC                           |
| 482053     | 2009 YK9   | 6 out 2005  | Catalina        | CSS                 | —         | MPC                           |
| 482054     | 2010 AE    | 5 jan 2010  | Kitt Peak       | Spacewatch          | —         | MPC                           |
| 482055     | 2010 AH30  | 10 jan 2010 | Mount Lemmon    | Mount Lemmon Survey | —         | MPC                           |
| 482056     | 2010 AG64  | 10 jan 2010 | Kitt Peak       | Spacewatch          | —         | MPC                           |
| 482057     | 2010 AM70  | 12 jan 2010 | Catalina        | CSS                 | —         | MPC                           |
| 482058     | 2010 AF80  | 12 jan 2010 | Mount Lemmon    | Mount Lemmon Survey | Juno      | MPC                           |
| 482059     | 2010 BF2   | 29 abr 2003 | Kitt Peak       | Spacewatch          | —         | MPC                           |
| 482060     | 2010 BA4   | 23 jan 2010 | Bisei SG Center | BATTeRS             | —         | MPC                           |
| 482061     | 2010 BN62  | 21 jan 2010 | WISE            | WISE                | —         | MPC                           |
| 482062     | 2010 CF4   | 21 jan 1996 | Kitt Peak       | Spacewatch          | —         | MPC                           |
| 482063     | 2010 CA12  | 6 fev 2010  | Mayhill         | A. Lowe             | —         | MPC                           |
| 482064     | 2010 CR31  | 24 nov 2009 | Mount Lemmon    | Mount Lemmon Survey | —         | MPC                           |
| 482065     | 2010 CO68  | 10 fev 2010 | Kitt Peak       | Spacewatch          | —         | MPC                           |
| 482066     | 2010 CV73  | 13 fev 2010 | Mount Lemmon    | Mount Lemmon Survey | —         | MPC                           |
| 482067     | 2010 CH99  | 14 fev 2010 | Kitt Peak       | Spacewatch          | Mitidika  | MPC                           |
| 482068     | 2010 CU111 | 23 jan 2006 | Mount Lemmon    | Mount Lemmon Survey | —         | MPC                           |
| 482069     | 2010 CV113 | 5 dez 2005  | Kitt Peak       | Spacewatch          | —         | MPC                           |
| 482070     | 2010 CD134 | 15 fev 2010 | WISE            | WISE                | —         | MPC                           |
| 482071     | 2010 CT139 | 15 fev 2010 | Mount Lemmon    | Mount Lemmon Survey | —         | MPC                           |
| 482072     | 2010 CR249 | 18 dez 2009 | Mount Lemmon    | Mount Lemmon Survey | —         | MPC                           |
| 482073     | 2010 DJ23  | 18 fev 2010 | WISE            | WISE                | —         | MPC                           |
| 482074     | 2010 DV34  | 12 jan 2010 | Kitt Peak       | Spacewatch          | —         | MPC                           |
| 482075     | 2010 DR79  | 16 fev 2010 | Mount Lemmon    | Mount Lemmon Survey | —         | MPC                           |
| 482076     | 2010 EH32  | 4 mar 2010  | Kitt Peak       | Spacewatch          | Mitidika  | MPC                           |
| 482077     | 2010 EU40  | 10 fev 2010 | Kitt Peak       | Spacewatch          | —         | MPC                           |
| 482078     | 2010 EY42  | 12 mar 2010 | Purple Mountain | PMO NEO             | —         | MPC                           |
| 482079     | 2010 ED71  | 12 mar 2010 | Mount Lemmon    | Mount Lemmon Survey | —         | MPC                           |
| 482080     | 2010 ED86  | 13 mar 2010 | Kitt Peak       | Spacewatch          | —         | MPC                           |
| 482081     | 2010 EG109 | 15 mar 2010 | Mount Lemmon    | Mount Lemmon Survey | —         | MPC                           |
| 482082     | 2010 EM127 | 15 mar 2010 | Catalina        | CSS                 | —         | MPC                           |
| 482083     | 2010 EB132 | 15 mar 2010 | Mount Lemmon    | Mount Lemmon Survey | —         | MPC                           |
| 482084     | 2010 FL6   | 16 mar 2010 | Bisei SG Center | BATTeRS             | —         | MPC                           |
| 482085     | 2010 GV128 | 1 nov 2008  | Kitt Peak       | Spacewatch          | Mitidika  | MPC                           |
| 482086     | 2010 HG8   | 15 dez 2009 | Mount Lemmon    | Mount Lemmon Survey | —         | MPC                           |
| 482087     | 2010 HP21  | 22 abr 2010 | WISE            | WISE                | —         | MPC                           |
| 482088     | 2010 HW22  | 25 abr 2010 | WISE            | WISE                | —         | MPC                           |
| 482089     | 2010 HM103 | 8 abr 2010  | Kitt Peak       | Spacewatch          | —         | MPC                           |
| 482090     | 2010 JD48  | 4 mai 2010  | Kitt Peak       | Spacewatch          | —         | MPC                           |
| 482091     | 2010 JS57  | 20 abr 2007 | Kitt Peak       | Spacewatch          | —         | MPC                           |
| 482092     | 2010 JF118 | 9 fev 2010  | WISE            | WISE                | —         | MPC                           |
| 482093     | 2010 JZ157 | 13 mai 2010 | Kitt Peak       | Spacewatch          | —         | MPC                           |
| 482094     | 2010 LD46  | 8 jun 2010  | WISE            | WISE                | —         | MPC                           |
| 482095     | 2010 LM101 | 13 jun 2010 | WISE            | WISE                | —         | MPC                           |
| 482096     | 2010 LV114 | 13 jun 2010 | WISE            | WISE                | —         | MPC                           |
| 482097     | 2010 LF132 | 16 jun 2010 | WISE            | WISE                | —         | MPC                           |
| 482098     | 2010 MV1   | 20 jun 2010 | Mount Lemmon    | Mount Lemmon Survey | —         | MPC                           |
| 482099     | 2010 MM11  | 17 jun 2010 | WISE            | WISE                | —         | MPC                           |
| 482100     | 2010 MR28  | 19 jun 2010 | WISE            | WISE                | —         | MPC                           |

## 482101–482200
| Designação | Designação | Descoberta  | Descoberta       | Descobridor(es)     | Categoria | Mais informações / Referência |
| Permanente | Provisória | Data        | Local            | Descobridor(es)     | Categoria | Mais informações / Referência |
| ---------- | ---------- | ----------- | ---------------- | ------------------- | --------- | ----------------------------- |
| 482101     | 2010 MB43  | 16 mar 2010 | Catalina         | CSS                 | —         | MPC                           |
| 482102     | 2010 MX45  | 12 out 1999 | Socorro          | LINEAR              | —         | MPC                           |
| 482103     | 2010 MG59  | 24 jun 2010 | WISE             | WISE                | —         | MPC                           |
| 482104     | 2010 MU71  | 25 jun 2010 | WISE             | WISE                | —         | MPC                           |
| 482105     | 2010 MS74  | 26 jun 2010 | WISE             | WISE                | —         | MPC                           |
| 482106     | 2010 MX79  | 26 jun 2010 | WISE             | WISE                | —         | MPC                           |
| 482107     | 2010 MD80  | 26 jun 2010 | WISE             | WISE                | —         | MPC                           |
| 482108     | 2010 MC83  | 27 jun 2010 | WISE             | WISE                | —         | MPC                           |
| 482109     | 2010 MG100 | 29 jun 2010 | WISE             | WISE                | —         | MPC                           |
| 482110     | 2010 MX108 | 30 jun 2010 | WISE             | WISE                | —         | MPC                           |
| 482111     | 2010 NT1   | 4 jul 2010  | WISE             | WISE                | —         | MPC                           |
| 482112     | 2010 NN17  | 6 jul 2010  | WISE             | WISE                | —         | MPC                           |
| 482113     | 2010 NF20  | 2 jul 2010  | WISE             | WISE                | —         | MPC                           |
| 482114     | 2010 NZ32  | 8 jul 2010  | WISE             | WISE                | —         | MPC                           |
| 482115     | 2010 NM52  | 10 jul 2010 | WISE             | WISE                | —         | MPC                           |
| 482116     | 2010 NC67  | 3 dez 2005  | Kitt Peak        | Spacewatch          | —         | MPC                           |
| 482117     | 2010 NQ77  | 12 out 1999 | Socorro          | LINEAR              | —         | MPC                           |
| 482118     | 2010 NH98  | 25 nov 2005 | Kitt Peak        | Spacewatch          | —         | MPC                           |
| 482119     | 2010 OW21  | 18 jul 2010 | WISE             | WISE                | —         | MPC                           |
| 482120     | 2010 OG24  | 18 jul 2010 | WISE             | WISE                | —         | MPC                           |
| 482121     | 2010 OZ42  | 21 jul 2010 | WISE             | WISE                | —         | MPC                           |
| 482122     | 2010 OF80  | 26 jul 2010 | WISE             | WISE                | —         | MPC                           |
| 482123     | 2010 OG110 | 1 abr 2008  | Kitt Peak        | Spacewatch          | —         | MPC                           |
| 482124     | 2010 OD124 | 31 jul 2010 | WISE             | WISE                | —         | MPC                           |
| 482125     | 2010 PX2   | 15 ago 2004 | Siding Spring    | SSS                 | —         | MPC                           |
| 482126     | 2010 PJ63  | 19 jun 2010 | Mount Lemmon     | Mount Lemmon Survey | —         | MPC                           |
| 482127     | 2010 PR70  | 10 ago 2010 | WISE             | WISE                | —         | MPC                           |
| 482128     | 2010 RY1   | 19 jun 2010 | Mount Lemmon     | Mount Lemmon Survey | —         | MPC                           |
| 482129     | 2010 RC5   | 1 set 2010  | ESA OGS          | ESA OGS             | —         | MPC                           |
| 482130     | 2010 RN50  | 11 jul 2010 | WISE             | WISE                | —         | MPC                           |
| 482131     | 2010 RS81  | 9 mar 2008  | Kitt Peak        | Spacewatch          | —         | MPC                           |
| 482132     | 2010 RF100 | 28 jan 2007 | Mount Lemmon     | Mount Lemmon Survey | —         | MPC                           |
| 482133     | 2010 RG116 | 27 jan 2007 | Mount Lemmon     | Mount Lemmon Survey | —         | MPC                           |
| 482134     | 2010 RB154 | 15 set 2010 | Kitt Peak        | Spacewatch          | —         | MPC                           |
| 482135     | 2010 RU155 | 15 set 2010 | Kitt Peak        | Spacewatch          | —         | MPC                           |
| 482136     | 2010 RB172 | 4 set 2010  | Kitt Peak        | Spacewatch          | —         | MPC                           |
| 482137     | 2010 RT174 | 9 set 2010  | Kitt Peak        | Spacewatch          | —         | MPC                           |
| 482138     | 2010 RL176 | 10 set 2010 | Kitt Peak        | Spacewatch          | —         | MPC                           |
| 482139     | 2010 RP182 | 9 jul 2010  | WISE             | WISE                | —         | MPC                           |
| 482140     | 2010 RC183 | 15 mar 2007 | Kitt Peak        | Spacewatch          | —         | MPC                           |
| 482141     | 2010 RR183 | 30 nov 1999 | Kitt Peak        | Spacewatch          | —         | MPC                           |
| 482142     | 2010 SE13  | 18 set 2010 | Mount Lemmon     | Mount Lemmon Survey | Brangane  | MPC                           |
| 482143     | 2010 SE20  | 18 set 2010 | Kitt Peak        | Spacewatch          | —         | MPC                           |
| 482144     | 2010 SJ26  | 24 jun 2010 | WISE             | WISE                | —         | MPC                           |
| 482145     | 2010 TP8   | 2 set 2010  | Mount Lemmon     | Mount Lemmon Survey | —         | MPC                           |
| 482146     | 2010 TD9   | 22 ago 2004 | Kitt Peak        | Spacewatch          | —         | MPC                           |
| 482147     | 2010 TD10  | 3 set 1999  | Kitt Peak        | Spacewatch          | —         | MPC                           |
| 482148     | 2010 TA13  | 15 set 2010 | Kitt Peak        | Spacewatch          | —         | MPC                           |
| 482149     | 2010 TF14  | 4 nov 2005  | Mount Lemmon     | Mount Lemmon Survey | —         | MPC                           |
| 482150     | 2010 TL23  | 10 jul 2010 | WISE             | WISE                | —         | MPC                           |
| 482151     | 2010 TP30  | 1 nov 2005  | Kitt Peak        | Spacewatch          | —         | MPC                           |
| 482152     | 2010 TT32  | 2 out 2010  | Kitt Peak        | Spacewatch          | —         | MPC                           |
| 482153     | 2010 TB34  | 2 out 2010  | Kitt Peak        | Spacewatch          | —         | MPC                           |
| 482154     | 2010 TN36  | 3 out 2010  | Catalina         | CSS                 | —         | MPC                           |
| 482155     | 2010 TY38  | 24 fev 2009 | Catalina         | CSS                 | —         | MPC                           |
| 482156     | 2010 TA57  | 8 set 2010  | Kitt Peak        | Spacewatch          | —         | MPC                           |
| 482157     | 2010 TR67  | 4 set 2010  | Kitt Peak        | Spacewatch          | —         | MPC                           |
| 482158     | 2010 TN71  | 30 set 2010 | Catalina         | CSS                 | —         | MPC                           |
| 482159     | 2010 TN79  | 17 set 2010 | Kitt Peak        | Spacewatch          | Brangane  | MPC                           |
| 482160     | 2010 TV79  | 17 set 2010 | Kitt Peak        | Spacewatch          | —         | MPC                           |
| 482161     | 2010 TG86  | 30 set 2010 | Mount Lemmon     | Mount Lemmon Survey | —         | MPC                           |
| 482162     | 2010 TN92  | 30 mai 2009 | Mount Lemmon     | Mount Lemmon Survey | —         | MPC                           |
| 482163     | 2010 TC100 | 9 jul 2010  | WISE             | WISE                | —         | MPC                           |
| 482164     | 2010 TD101 | 11 mar 2007 | Kitt Peak        | Spacewatch          | —         | MPC                           |
| 482165     | 2010 TL120 | 27 out 2005 | Kitt Peak        | Spacewatch          | Ursula    | MPC                           |
| 482166     | 2010 TP121 | 28 jun 2010 | WISE             | WISE                | —         | MPC                           |
| 482167     | 2010 TQ152 | 30 out 2005 | Mount Lemmon     | Mount Lemmon Survey | —         | MPC                           |
| 482168     | 2010 TS153 | 26 out 2005 | Kitt Peak        | Spacewatch          | —         | MPC                           |
| 482169     | 2010 TD159 | 30 dez 2005 | Mount Lemmon     | Mount Lemmon Survey | —         | MPC                           |
| 482170     | 2010 TH172 | 17 set 2010 | Mount Lemmon     | Mount Lemmon Survey | —         | MPC                           |
| 482171     | 2010 TU172 | 18 set 2010 | Mount Lemmon     | Mount Lemmon Survey | —         | MPC                           |
| 482172     | 2010 TU176 | 9 out 2010  | Catalina         | CSS                 | —         | MPC                           |
| 482173     | 2010 TG178 | 19 set 2010 | Kitt Peak        | Spacewatch          | —         | MPC                           |
| 482174     | 2010 TZ183 | 3 out 2005  | Kitt Peak        | Spacewatch          | —         | MPC                           |
| 482175     | 2010 TC186 | 30 jul 2010 | WISE             | WISE                | —         | MPC                           |
| 482176     | 2010 TQ189 | 10 mar 2007 | Mount Lemmon     | Mount Lemmon Survey | —         | MPC                           |
| 482177     | 2010 UA8   | 18 mar 2009 | Catalina         | CSS                 | —         | MPC                           |
| 482178     | 2010 UV10  | 17 out 2010 | Mount Lemmon     | Mount Lemmon Survey | —         | MPC                           |
| 482179     | 2010 UN30  | 5 abr 2008  | Kitt Peak        | Spacewatch          | —         | MPC                           |
| 482180     | 2010 UT31  | 30 set 2010 | Mount Lemmon     | Mount Lemmon Survey | —         | MPC                           |
| 482181     | 2010 UQ32  | 11 out 2010 | Mount Lemmon     | Mount Lemmon Survey | —         | MPC                           |
| 482182     | 2010 UJ36  | 22 abr 2007 | Kitt Peak        | Spacewatch          | —         | MPC                           |
| 482183     | 2010 UY37  | 14 out 2010 | Mount Lemmon     | Mount Lemmon Survey | Brangane  | MPC                           |
| 482184     | 2010 UN44  | 30 out 2010 | Catalina         | CSS                 | —         | MPC                           |
| 482185     | 2010 UN51  | 14 out 2010 | Mount Lemmon     | Mount Lemmon Survey | —         | MPC                           |
| 482186     | 2010 UC57  | 1 ago 2010  | WISE             | WISE                | —         | MPC                           |
| 482187     | 2010 UW62  | 13 out 2010 | Mount Lemmon     | Mount Lemmon Survey | —         | MPC                           |
| 482188     | 2010 UD63  | 30 out 2010 | Catalina         | CSS                 | —         | MPC                           |
| 482189     | 2010 UL75  | 11 out 2010 | Catalina         | CSS                 | —         | MPC                           |
| 482190     | 2010 US75  | 13 out 2010 | Mount Lemmon     | Mount Lemmon Survey | Brangane  | MPC                           |
| 482191     | 2010 UR86  | 25 jul 2010 | WISE             | WISE                | —         | MPC                           |
| 482192     | 2010 UL90  | 31 out 2010 | Kitt Peak        | Spacewatch          | —         | MPC                           |
| 482193     | 2010 UO101 | 4 dez 2005  | Kitt Peak        | Spacewatch          | —         | MPC                           |
| 482194     | 2010 VN40  | 11 out 2010 | Mount Lemmon     | Mount Lemmon Survey | —         | MPC                           |
| 482195     | 2010 VU59  | 14 mar 2007 | Kitt Peak        | Spacewatch          | —         | MPC                           |
| 482196     | 2010 VL64  | 6 nov 2010  | Mount Lemmon     | Mount Lemmon Survey | —         | MPC                           |
| 482197     | 2010 VG71  | 28 out 2010 | Mount Lemmon     | Mount Lemmon Survey | —         | MPC                           |
| 482198     | 2010 VO91  | 17 nov 2004 | Campo Imperatore | CINEOS              | —         | MPC                           |
| 482199     | 2010 VX93  | 11 set 2010 | Mount Lemmon     | Mount Lemmon Survey | —         | MPC                           |
| 482200     | 2010 VA103 | 5 nov 2010  | Mount Lemmon     | Mount Lemmon Survey | Brangane  | MPC                           |

## 482201–482300
| Designação | Designação | Descoberta  | Descoberta    | Descobridor(es)     | Categoria | Mais informações / Referência |
| Permanente | Provisória | Data        | Local         | Descobridor(es)     | Categoria | Mais informações / Referência |
| ---------- | ---------- | ----------- | ------------- | ------------------- | --------- | ----------------------------- |
| 482201     | 2010 VV115 | 30 out 2010 | Kitt Peak     | Spacewatch          | —         | MPC                           |
| 482202     | 2010 VW118 | 27 dez 2005 | Kitt Peak     | Spacewatch          | —         | MPC                           |
| 482203     | 2010 VV160 | 29 out 2010 | Kitt Peak     | Spacewatch          | —         | MPC                           |
| 482204     | 2010 VU170 | 14 mar 2007 | Mount Lemmon  | Mount Lemmon Survey | —         | MPC                           |
| 482205     | 2010 VF173 | 10 nov 2010 | Mount Lemmon  | Mount Lemmon Survey | —         | MPC                           |
| 482206     | 2010 VR175 | 17 out 2010 | Mount Lemmon  | Mount Lemmon Survey | —         | MPC                           |
| 482207     | 2010 VU180 | 11 nov 2010 | Mount Lemmon  | Mount Lemmon Survey | —         | MPC                           |
| 482208     | 2010 VQ199 | 9 nov 1999  | Socorro       | LINEAR              | —         | MPC                           |
| 482209     | 2010 VB213 | 23 jul 2010 | WISE          | WISE                | —         | MPC                           |
| 482210     | 2010 VW214 | 18 set 2010 | Mount Lemmon  | Mount Lemmon Survey | —         | MPC                           |
| 482211     | 2010 VA215 | 30 out 2005 | Mount Lemmon  | Mount Lemmon Survey | Brangane  | MPC                           |
| 482212     | 2010 WM11  | 6 out 2004  | Kitt Peak     | Spacewatch          | —         | MPC                           |
| 482213     | 2010 WP11  | 16 nov 2010 | Mount Lemmon  | Mount Lemmon Survey | —         | MPC                           |
| 482214     | 2010 WG31  | 11 nov 2010 | Mount Lemmon  | Mount Lemmon Survey | —         | MPC                           |
| 482215     | 2010 WY40  | 30 out 2010 | Kitt Peak     | Spacewatch          | —         | MPC                           |
| 482216     | 2010 WX44  | 26 dez 2005 | Mount Lemmon  | Mount Lemmon Survey | —         | MPC                           |
| 482217     | 2010 WO52  | 14 out 2010 | Mount Lemmon  | Mount Lemmon Survey | —         | MPC                           |
| 482218     | 2010 WM74  | 7 nov 2010  | Catalina      | CSS                 | —         | MPC                           |
| 482219     | 2010 XS1   | 29 nov 2005 | Kitt Peak     | Spacewatch          | —         | MPC                           |
| 482220     | 2010 XC21  | 12 nov 2010 | Kitt Peak     | Spacewatch          | —         | MPC                           |
| 482221     | 2010 XF21  | 6 nov 2010  | Catalina      | CSS                 | —         | MPC                           |
| 482222     | 2010 XW27  | 10 out 2004 | Kitt Peak     | Spacewatch          | —         | MPC                           |
| 482223     | 2010 XJ30  | 2 jan 2006  | Catalina      | CSS                 | —         | MPC                           |
| 482224     | 2010 XF66  | 10 dez 2010 | Mount Lemmon  | Mount Lemmon Survey | —         | MPC                           |
| 482225     | 2010 XS74  | 7 out 2004  | Kitt Peak     | Spacewatch          | —         | MPC                           |
| 482226     | 2011 AP21  | 24 mai 2006 | Kitt Peak     | Spacewatch          | —         | MPC                           |
| 482227     | 2011 AB47  | 28 set 2006 | Kitt Peak     | Spacewatch          | —         | MPC                           |
| 482228     | 2011 BH10  | 22 jan 2011 | Mount Lemmon  | Mount Lemmon Survey | —         | MPC                           |
| 482229     | 2011 BG23  | 7 dez 2010  | Mount Lemmon  | Mount Lemmon Survey | —         | MPC                           |
| 482230     | 2011 BW79  | 27 jan 2011 | Mount Lemmon  | Mount Lemmon Survey | —         | MPC                           |
| 482231     | 2011 BZ91  | 21 nov 2006 | Mount Lemmon  | Mount Lemmon Survey | —         | MPC                           |
| 482232     | 2011 CO25  | 27 jan 2011 | Mount Lemmon  | Mount Lemmon Survey | —         | MPC                           |
| 482233     | 2011 CR50  | 6 out 2008  | Mount Lemmon  | Mount Lemmon Survey | —         | MPC                           |
| 482234     | 2011 CG71  | 28 jan 2011 | Catalina      | CSS                 | —         | MPC                           |
| 482235     | 2011 CS107 | 22 set 2003 | Kitt Peak     | Spacewatch          | —         | MPC                           |
| 482236     | 2011 EC78  | 1 set 2005  | Kitt Peak     | Spacewatch          | —         | MPC                           |
| 482237     | 2011 FS20  | 2 mar 2011  | Kitt Peak     | Spacewatch          | —         | MPC                           |
| 482238     | 2011 FR28  | 25 mar 2011 | Catalina      | CSS                 | —         | MPC                           |
| 482239     | 2011 FP67  | 26 nov 2009 | Kitt Peak     | Spacewatch          | —         | MPC                           |
| 482240     | 2011 FE80  | 11 mar 2011 | Kitt Peak     | Spacewatch          | —         | MPC                           |
| 482241     | 2011 FV99  | 10 nov 2009 | Kitt Peak     | Spacewatch          | —         | MPC                           |
| 482242     | 2011 GH72  | 12 mar 2011 | Mount Lemmon  | Mount Lemmon Survey | —         | MPC                           |
| 482243     | 2011 GO74  | 13 abr 2011 | Kitt Peak     | Spacewatch          | —         | MPC                           |
| 482244     | 2011 HR    | 24 abr 2011 | Haleakala     | Pan-STARRS          | —         | MPC                           |
| 482245     | 2011 HN29  | 19 mar 2007 | Mount Lemmon  | Mount Lemmon Survey | —         | MPC                           |
| 482246     | 2011 HB66  | 27 mar 2011 | Kitt Peak     | Spacewatch          | —         | MPC                           |
| 482247     | 2011 HZ92  | 8 mar 2011  | Kitt Peak     | Spacewatch          | —         | MPC                           |
| 482248     | 2011 JS25  | 11 abr 2011 | Mount Lemmon  | Mount Lemmon Survey | —         | MPC                           |
| 482249     | 2011 KT21  | 19 abr 2010 | WISE          | WISE                | —         | MPC                           |
| 482250     | 2011 LL2   | 5 jun 2011  | Catalina      | CSS                 | —         | MPC                           |
| 482251     | 2011 MW4   | 4 jun 2011  | Mount Lemmon  | Mount Lemmon Survey | —         | MPC                           |
| 482252     | 2011 NO3   | 15 jan 2004 | Kitt Peak     | Spacewatch          | —         | MPC                           |
| 482253     | 2011 OA11  | 13 set 2007 | Catalina      | CSS                 | —         | MPC                           |
| 482254     | 2011 OK22  | 8 out 2007  | Catalina      | CSS                 | —         | MPC                           |
| 482255     | 2011 OD41  | 17 jun 2010 | WISE          | WISE                | —         | MPC                           |
| 482256     | 2011 PC1   | 30 jun 2011 | Siding Spring | SSS                 | —         | MPC                           |
| 482257     | 2011 PM1   | 5 set 2007  | Anderson Mesa | LONEOS              | —         | MPC                           |
| 482258     | 2011 PV9   | 7 jun 2011  | Mount Lemmon  | Mount Lemmon Survey | —         | MPC                           |
| 482259     | 2011 QO26  | 24 out 2007 | Mount Lemmon  | Mount Lemmon Survey | —         | MPC                           |
| 482260     | 2011 QV27  | 8 out 2007  | Catalina      | CSS                 | —         | MPC                           |
| 482261     | 2011 QP32  | 20 out 2007 | Mount Lemmon  | Mount Lemmon Survey | Themis    | MPC                           |
| 482262     | 2011 QJ45  | 8 out 2007  | Catalina      | CSS                 | —         | MPC                           |
| 482263     | 2011 QR54  | 19 nov 2007 | Mount Lemmon  | Mount Lemmon Survey | —         | MPC                           |
| 482264     | 2011 QW73  | 13 mar 2010 | Kitt Peak     | Spacewatch          | —         | MPC                           |
| 482265     | 2011 QQ89  | 5 out 2002  | Kitt Peak     | Spacewatch          | Hanna     | MPC                           |
| 482266     | 2011 QK99  | 13 mar 2008 | Kitt Peak     | Spacewatch          | —         | MPC                           |
| 482267     | 2011 RC3   | 19 dez 2004 | Kitt Peak     | Spacewatch          | Phocaea   | MPC                           |
| 482268     | 2011 RG4   | 1 out 2002  | Anderson Mesa | LONEOS              | —         | MPC                           |
| 482269     | 2011 RG16  | 18 jan 2009 | Kitt Peak     | Spacewatch          | —         | MPC                           |
| 482270     | 2011 RM17  | 3 nov 2007  | Kitt Peak     | Spacewatch          | —         | MPC                           |
| 482271     | 2011 RR19  | 30 dez 2007 | Mount Lemmon  | Mount Lemmon Survey | —         | MPC                           |
| 482272     | 2011 SX6   | 4 nov 2007  | Kitt Peak     | Spacewatch          | —         | MPC                           |
| 482273     | 2011 SX19  | 14 out 2007 | Mount Lemmon  | Mount Lemmon Survey | —         | MPC                           |
| 482274     | 2011 SU63  | 8 abr 2010  | Kitt Peak     | Spacewatch          | —         | MPC                           |
| 482275     | 2011 SU103 | 23 set 2011 | Kitt Peak     | Spacewatch          | —         | MPC                           |
| 482276     | 2011 SY117 | 1 out 2002  | Anderson Mesa | LONEOS              | —         | MPC                           |
| 482277     | 2011 SJ121 | 21 set 2011 | Kitt Peak     | Spacewatch          | Phocaea   | MPC                           |
| 482278     | 2011 SS122 | 20 set 2011 | Kitt Peak     | Spacewatch          | —         | MPC                           |
| 482279     | 2011 SO135 | 21 set 2011 | Catalina      | CSS                 | —         | MPC                           |
| 482280     | 2011 SX146 | 26 set 2011 | Mount Lemmon  | Mount Lemmon Survey | —         | MPC                           |
| 482281     | 2011 SC213 | 21 set 2011 | Kitt Peak     | Spacewatch          | —         | MPC                           |
| 482282     | 2011 SJ215 | 2 mar 2009  | Mount Lemmon  | Mount Lemmon Survey | —         | MPC                           |
| 482283     | 2011 SH227 | 5 nov 2007  | Mount Lemmon  | Mount Lemmon Survey | —         | MPC                           |
| 482284     | 2011 SF231 | 29 set 2011 | Kitt Peak     | Spacewatch          | Phocaea   | MPC                           |
| 482285     | 2011 SM245 | 21 ago 2006 | Kitt Peak     | Spacewatch          | —         | MPC                           |
| 482286     | 2011 SU256 | 15 set 2006 | Kitt Peak     | Spacewatch          | —         | MPC                           |
| 482287     | 2011 SL268 | 23 set 2011 | Mount Lemmon  | Mount Lemmon Survey | —         | MPC                           |
| 482288     | 2011 TL1   | 20 set 2011 | Kitt Peak     | Spacewatch          | —         | MPC                           |
| 482289     | 2011 TU2   | 22 set 2011 | Catalina      | CSS                 | Phocaea   | MPC                           |
| 482290     | 2011 TQ7   | 26 set 2011 | Kitt Peak     | Spacewatch          | —         | MPC                           |
| 482291     | 2011 TT8   | 23 set 2011 | Kitt Peak     | Spacewatch          | —         | MPC                           |
| 482292     | 2011 TV11  | 18 mar 2009 | Kitt Peak     | Spacewatch          | Phocaea   | MPC                           |
| 482293     | 2011 TO13  | 7 set 2011  | Kitt Peak     | Spacewatch          | —         | MPC                           |
| 482294     | 2011 TH15  | 21 set 2011 | Catalina      | CSS                 | —         | MPC                           |
| 482295     | 2011 TS15  | 21 set 2011 | Catalina      | CSS                 | —         | MPC                           |
| 482296     | 2011 UM1   | 16 out 2011 | Kitt Peak     | Spacewatch          | Ursula    | MPC                           |
| 482297     | 2011 UJ6   | 21 dez 2007 | Mount Lemmon  | Mount Lemmon Survey | —         | MPC                           |
| 482298     | 2011 UG53  | 18 out 2011 | Kitt Peak     | Spacewatch          | —         | MPC                           |
| 482299     | 2011 UH68  | 22 set 2011 | Kitt Peak     | Spacewatch          | —         | MPC                           |
| 482300     | 2011 UC80  | 11 jan 2008 | Kitt Peak     | Spacewatch          | —         | MPC                           |

## 482301–482400
| Designação | Designação | Descoberta  | Descoberta    | Descobridor(es)     | Categoria | Mais informações / Referência |
| Permanente | Provisória | Data        | Local         | Descobridor(es)     | Categoria | Mais informações / Referência |
| ---------- | ---------- | ----------- | ------------- | ------------------- | --------- | ----------------------------- |
| 482301     | 2011 UT85  | 20 out 2011 | Mount Lemmon  | Mount Lemmon Survey | —         | MPC                           |
| 482302     | 2011 UR87  | 21 out 2006 | Kitt Peak     | Spacewatch          | Eos       | MPC                           |
| 482303     | 2011 UJ92  | 28 ago 2006 | Kitt Peak     | Spacewatch          | —         | MPC                           |
| 482304     | 2011 UF95  | 19 out 2011 | Mount Lemmon  | Mount Lemmon Survey | —         | MPC                           |
| 482305     | 2011 UC97  | 21 ago 2006 | Kitt Peak     | Spacewatch          | —         | MPC                           |
| 482306     | 2011 UL126 | 20 out 2011 | Kitt Peak     | Spacewatch          | Brangane  | MPC                           |
| 482307     | 2011 UT128 | 20 out 2011 | Kitt Peak     | Spacewatch          | —         | MPC                           |
| 482308     | 2011 UA133 | 3 nov 2007  | Kitt Peak     | Spacewatch          | —         | MPC                           |
| 482309     | 2011 UF146 | 24 out 2011 | Kitt Peak     | Spacewatch          | Brangane  | MPC                           |
| 482310     | 2011 UR161 | 23 out 2011 | Kitt Peak     | Spacewatch          | —         | MPC                           |
| 482311     | 2011 UV180 | 6 abr 1999  | Kitt Peak     | Spacewatch          | —         | MPC                           |
| 482312     | 2011 UE193 | 20 set 2011 | Mount Lemmon  | Mount Lemmon Survey | Phocaea   | MPC                           |
| 482313     | 2011 UF201 | 25 out 2011 | XuYi          | PMO NEO             | —         | MPC                           |
| 482314     | 2011 UF207 | 23 fev 2010 | WISE          | WISE                | —         | MPC                           |
| 482315     | 2011 US209 | 26 set 2011 | Kitt Peak     | Spacewatch          | —         | MPC                           |
| 482316     | 2011 UP228 | 15 mar 2004 | Kitt Peak     | Spacewatch          | —         | MPC                           |
| 482317     | 2011 UV236 | 22 set 2011 | Mount Lemmon  | Mount Lemmon Survey | —         | MPC                           |
| 482318     | 2011 UA238 | 22 out 2011 | Kitt Peak     | Spacewatch          | —         | MPC                           |
| 482319     | 2011 UQ239 | 26 set 2006 | Mount Lemmon  | Mount Lemmon Survey | —         | MPC                           |
| 482320     | 2011 UT242 | 22 out 2011 | Kitt Peak     | Spacewatch          | Brangane  | MPC                           |
| 482321     | 2011 UE244 | 2 out 2006  | Mount Lemmon  | Mount Lemmon Survey | —         | MPC                           |
| 482322     | 2011 UC249 | 26 set 2006 | Kitt Peak     | Spacewatch          | —         | MPC                           |
| 482323     | 2011 UJ251 | 22 out 2011 | Kitt Peak     | Spacewatch          | —         | MPC                           |
| 482324     | 2011 UT262 | 13 out 2006 | Kitt Peak     | Spacewatch          | —         | MPC                           |
| 482325     | 2011 UA263 | 21 out 2011 | Mount Lemmon  | Mount Lemmon Survey | —         | MPC                           |
| 482326     | 2011 UU273 | 19 nov 2003 | Kitt Peak     | Spacewatch          | —         | MPC                           |
| 482327     | 2011 UG284 | 28 out 2011 | Kitt Peak     | Spacewatch          | —         | MPC                           |
| 482328     | 2011 UH297 | 21 out 2011 | Kitt Peak     | Spacewatch          | —         | MPC                           |
| 482329     | 2011 UM306 | 7 nov 2002  | Socorro       | LINEAR              | —         | MPC                           |
| 482330     | 2011 UC314 | 12 nov 2006 | Mount Lemmon  | Mount Lemmon Survey | —         | MPC                           |
| 482331     | 2011 UX327 | 22 out 2011 | Kitt Peak     | Spacewatch          | —         | MPC                           |
| 482332     | 2011 UX329 | 23 out 2011 | Kitt Peak     | Spacewatch          | —         | MPC                           |
| 482333     | 2011 UL335 | 21 set 2011 | Kitt Peak     | Spacewatch          | —         | MPC                           |
| 482334     | 2011 UE343 | 16 jan 2008 | Mount Lemmon  | Mount Lemmon Survey | —         | MPC                           |
| 482335     | 2011 UJ351 | 14 dez 2007 | Mount Lemmon  | Mount Lemmon Survey | —         | MPC                           |
| 482336     | 2011 UT353 | 28 mar 2009 | Kitt Peak     | Spacewatch          | —         | MPC                           |
| 482337     | 2011 UR390 | 21 out 2006 | Kitt Peak     | Spacewatch          | —         | MPC                           |
| 482338     | 2011 UO391 | 31 dez 2002 | Socorro       | LINEAR              | Ino       | MPC                           |
| 482339     | 2011 UF402 | 12 nov 2006 | Mount Lemmon  | Mount Lemmon Survey | —         | MPC                           |
| 482340     | 2011 VC10  | 28 set 2006 | Kitt Peak     | Spacewatch          | —         | MPC                           |
| 482341     | 2011 VP16  | 20 out 2011 | Kitt Peak     | Spacewatch          | —         | MPC                           |
| 482342     | 2011 VX21  | 21 out 2006 | Mount Lemmon  | Mount Lemmon Survey | —         | MPC                           |
| 482343     | 2011 VT22  | 21 out 2011 | Mount Lemmon  | Mount Lemmon Survey | —         | MPC                           |
| 482344     | 2011 WL15  | 22 nov 2011 | Haleakala     | Pan-STARRS          | —         | MPC                           |
| 482345     | 2011 WH17  | 12 mai 2010 | WISE          | WISE                | —         | MPC                           |
| 482346     | 2011 WX17  | 17 nov 2007 | Catalina      | CSS                 | —         | MPC                           |
| 482347     | 2011 WU22  | 23 nov 2006 | Kitt Peak     | Spacewatch          | —         | MPC                           |
| 482348     | 2011 WH44  | 2 nov 2011  | Mount Lemmon  | Mount Lemmon Survey | —         | MPC                           |
| 482349     | 2011 WE58  | 16 dez 2006 | Kitt Peak     | Spacewatch          | Brangane  | MPC                           |
| 482350     | 2011 WN60  | 13 jan 2002 | Kitt Peak     | Spacewatch          | —         | MPC                           |
| 482351     | 2011 WW70  | 14 jan 2008 | Kitt Peak     | Spacewatch          | —         | MPC                           |
| 482352     | 2011 WS76  | 10 mai 2005 | Kitt Peak     | Spacewatch          | —         | MPC                           |
| 482353     | 2011 WH79  | 21 out 2006 | Kitt Peak     | Spacewatch          | —         | MPC                           |
| 482354     | 2011 WE87  | 10 nov 2006 | Kitt Peak     | Spacewatch          | —         | MPC                           |
| 482355     | 2011 WS98  | 24 out 2011 | Mount Lemmon  | Mount Lemmon Survey | —         | MPC                           |
| 482356     | 2011 WU105 | 23 out 2011 | Kitt Peak     | Spacewatch          | —         | MPC                           |
| 482357     | 2011 WF118 | 2 out 2006  | Mount Lemmon  | Mount Lemmon Survey | —         | MPC                           |
| 482358     | 2011 WS118 | 18 nov 2011 | Mount Lemmon  | Mount Lemmon Survey | —         | MPC                           |
| 482359     | 2011 WQ119 | 29 jul 2006 | Siding Spring | SSS                 | —         | MPC                           |
| 482360     | 2011 WH130 | 27 out 2011 | Mount Lemmon  | Mount Lemmon Survey | —         | MPC                           |
| 482361     | 2011 WF150 | 19 fev 2004 | Socorro       | LINEAR              | Phocaea   | MPC                           |
| 482362     | 2011 WH152 | 21 ago 2006 | Kitt Peak     | Spacewatch          | —         | MPC                           |
| 482363     | 2011 XP1   | 3 jul 2005  | Mount Lemmon  | Mount Lemmon Survey | —         | MPC                           |
| 482364     | 2011 YZ10  | 1 out 2005  | Catalina      | CSS                 | Brangane  | MPC                           |
| 482365     | 2011 YN12  | 24 dez 2011 | Mount Lemmon  | Mount Lemmon Survey | —         | MPC                           |
| 482366     | 2011 YP13  | 3 mai 2008  | Kitt Peak     | Spacewatch          | —         | MPC                           |
| 482367     | 2011 YL14  | 13 mar 2007 | Catalina      | CSS                 | —         | MPC                           |
| 482368     | 2011 YB17  | 28 nov 2011 | Mount Lemmon  | Mount Lemmon Survey | —         | MPC                           |
| 482369     | 2011 YO20  | 27 dez 2011 | Mount Lemmon  | Mount Lemmon Survey | —         | MPC                           |
| 482370     | 2011 YL24  | 27 nov 2011 | Mount Lemmon  | Mount Lemmon Survey | —         | MPC                           |
| 482371     | 2011 YH35  | 8 ago 2010  | WISE          | WISE                | —         | MPC                           |
| 482372     | 2011 YB44  | 22 abr 2002 | Kitt Peak     | Spacewatch          | —         | MPC                           |
| 482373     | 2011 YC47  | 27 dez 2011 | Kitt Peak     | Spacewatch          | —         | MPC                           |
| 482374     | 2011 YC53  | 27 dez 2011 | Kitt Peak     | Spacewatch          | —         | MPC                           |
| 482375     | 2011 YJ60  | 18 jul 2010 | WISE          | WISE                | —         | MPC                           |
| 482376     | 2011 YC66  | 25 nov 2005 | Catalina      | CSS                 | —         | MPC                           |
| 482377     | 2011 YF69  | 11 jul 2010 | WISE          | WISE                | —         | MPC                           |
| 482378     | 2011 YS75  | 27 dez 2011 | Mount Lemmon  | Mount Lemmon Survey | —         | MPC                           |
| 482379     | 2011 YC76  | 28 dez 2011 | Mount Lemmon  | Mount Lemmon Survey | —         | MPC                           |
| 482380     | 2011 YS77  | 27 dez 2005 | Kitt Peak     | Spacewatch          | —         | MPC                           |
| 482381     | 2012 AN3   | 11 out 2010 | Mount Lemmon  | Mount Lemmon Survey | —         | MPC                           |
| 482382     | 2012 AQ3   | 15 mai 2008 | Mount Lemmon  | Mount Lemmon Survey | —         | MPC                           |
| 482383     | 2012 AZ3   | 1 jan 2012  | Mount Lemmon  | Mount Lemmon Survey | —         | MPC                           |
| 482384     | 2012 AT7   | 4 nov 2010  | Mount Lemmon  | Mount Lemmon Survey | —         | MPC                           |
| 482385     | 2012 AT8   | 1 out 2005  | Kitt Peak     | Spacewatch          | —         | MPC                           |
| 482386     | 2012 AP13  | 27 nov 2011 | Mount Lemmon  | Mount Lemmon Survey | —         | MPC                           |
| 482387     | 2012 AD14  | 1 ago 2010  | WISE          | WISE                | —         | MPC                           |
| 482388     | 2012 AW16  | 24 dez 2006 | Mount Lemmon  | Mount Lemmon Survey | —         | MPC                           |
| 482389     | 2012 AT18  | 23 jan 2004 | Socorro       | LINEAR              | —         | MPC                           |
| 482390     | 2012 AX19  | 25 dez 2011 | Kitt Peak     | Spacewatch          | —         | MPC                           |
| 482391     | 2012 AN23  | 1 jan 2012  | Mount Lemmon  | Mount Lemmon Survey | —         | MPC                           |
| 482392     | 2012 BG5   | 7 mai 2008  | Mount Lemmon  | Mount Lemmon Survey | —         | MPC                           |
| 482393     | 2012 BR6   | 7 out 2010  | Catalina      | CSS                 | —         | MPC                           |
| 482394     | 2012 BH10  | 29 dez 2003 | Socorro       | LINEAR              | —         | MPC                           |
| 482395     | 2012 BN12  | 18 jan 2012 | Kitt Peak     | Spacewatch          | —         | MPC                           |
| 482396     | 2012 BD13  | 29 out 2005 | Mount Lemmon  | Mount Lemmon Survey | —         | MPC                           |
| 482397     | 2012 BO15  | 6 abr 2008  | Mount Lemmon  | Mount Lemmon Survey | Brangane  | MPC                           |
| 482398     | 2012 BV16  | 1 dez 2005  | Kitt Peak     | Spacewatch          | —         | MPC                           |
| 482399     | 2012 BW21  | 25 jan 2007 | Catalina      | CSS                 | —         | MPC                           |
| 482400     | 2012 BX24  | 28 dez 2011 | Kitt Peak     | Spacewatch          | Brangane  | MPC                           |

## 482401–482500
| Designação | Designação | Descoberta  | Descoberta       | Descobridor(es)     | Categoria | Mais informações / Referência |
| Permanente | Provisória | Data        | Local            | Descobridor(es)     | Categoria | Mais informações / Referência |
| ---------- | ---------- | ----------- | ---------------- | ------------------- | --------- | ----------------------------- |
| 482401     | 2012 BO28  | 17 dez 2003 | Socorro          | LINEAR              | —         | MPC                           |
| 482402     | 2012 BR31  | 29 dez 2011 | Mount Lemmon     | Mount Lemmon Survey | —         | MPC                           |
| 482403     | 2012 BD32  | 26 dez 2011 | Kitt Peak        | Spacewatch          | Brangane  | MPC                           |
| 482404     | 2012 BO37  | 25 dez 2005 | Kitt Peak        | Spacewatch          | —         | MPC                           |
| 482405     | 2012 BY46  | 30 dez 2011 | Kitt Peak        | Spacewatch          | —         | MPC                           |
| 482406     | 2012 BD60  | 1 dez 2005  | Catalina         | CSS                 | —         | MPC                           |
| 482407     | 2012 BS68  | 21 jan 2012 | Kitt Peak        | Spacewatch          | —         | MPC                           |
| 482408     | 2012 BZ69  | 16 fev 2007 | Mount Lemmon     | Mount Lemmon Survey | —         | MPC                           |
| 482409     | 2012 BO73  | 15 mar 2007 | Catalina         | CSS                 | —         | MPC                           |
| 482410     | 2012 BY73  | 14 out 2010 | Mount Lemmon     | Mount Lemmon Survey | —         | MPC                           |
| 482411     | 2012 BL74  | 1 jan 2012  | Mount Lemmon     | Mount Lemmon Survey | —         | MPC                           |
| 482412     | 2012 BJ77  | 19 jan 2012 | Catalina         | CSS                 | —         | MPC                           |
| 482413     | 2012 BL82  | 25 dez 2005 | Kitt Peak        | Spacewatch          | —         | MPC                           |
| 482414     | 2012 BK93  | 18 jan 2012 | Kitt Peak        | Spacewatch          | —         | MPC                           |
| 482415     | 2012 BB94  | 5 nov 2010  | Mount Lemmon     | Mount Lemmon Survey | —         | MPC                           |
| 482416     | 2012 BA106 | 10 dez 2005 | Kitt Peak        | Spacewatch          | —         | MPC                           |
| 482417     | 2012 BH109 | 27 jan 2012 | Kitt Peak        | Spacewatch          | —         | MPC                           |
| 482418     | 2012 BN121 | 31 out 2010 | Mount Lemmon     | Mount Lemmon Survey | Brangane  | MPC                           |
| 482419     | 2012 BB126 | 20 jan 2012 | Kitt Peak        | Spacewatch          | —         | MPC                           |
| 482420     | 2012 BK132 | 27 out 2005 | Catalina         | CSS                 | —         | MPC                           |
| 482421     | 2012 BP133 | 1 ago 2010  | WISE             | WISE                | —         | MPC                           |
| 482422     | 2012 BT136 | 5 dez 2005  | Kitt Peak        | Spacewatch          | —         | MPC                           |
| 482423     | 2012 BN137 | 30 dez 2005 | Kitt Peak        | Spacewatch          | —         | MPC                           |
| 482424     | 2012 CS5   | 4 out 2004  | Kitt Peak        | Spacewatch          | —         | MPC                           |
| 482425     | 2012 CB8   | 17 fev 2007 | Mount Lemmon     | Mount Lemmon Survey | —         | MPC                           |
| 482426     | 2012 CG9   | 2 fev 2001  | Kitt Peak        | Spacewatch          | —         | MPC                           |
| 482427     | 2012 CZ16  | 14 mar 2007 | Mount Lemmon     | Mount Lemmon Survey | Brangane  | MPC                           |
| 482428     | 2012 CT18  | 17 ago 2009 | Kitt Peak        | Spacewatch          | —         | MPC                           |
| 482429     | 2012 CK29  | 5 jan 2006  | Catalina         | CSS                 | —         | MPC                           |
| 482430     | 2012 CV32  | 30 jun 2010 | WISE             | WISE                | —         | MPC                           |
| 482431     | 2012 CH37  | 31 out 2010 | Kitt Peak        | Spacewatch          | —         | MPC                           |
| 482432     | 2012 CN41  | 30 set 2010 | Kitt Peak        | Spacewatch          | —         | MPC                           |
| 482433     | 2012 CV51  | 16 nov 2010 | Mount Lemmon     | Mount Lemmon Survey | —         | MPC                           |
| 482434     | 2012 CD53  | 16 mar 2007 | Kitt Peak        | Spacewatch          | —         | MPC                           |
| 482435     | 2012 CS54  | 27 ago 2009 | Kitt Peak        | Spacewatch          | —         | MPC                           |
| 482436     | 2012 CC56  | 25 dez 2011 | Mount Lemmon     | Mount Lemmon Survey | —         | MPC                           |
| 482437     | 2012 DC4   | 27 dez 2005 | Mount Lemmon     | Mount Lemmon Survey | —         | MPC                           |
| 482438     | 2012 DK5   | 29 jul 2010 | WISE             | WISE                | —         | MPC                           |
| 482439     | 2012 DM8   | 13 fev 2004 | Kitt Peak        | Spacewatch          | —         | MPC                           |
| 482440     | 2012 DS12  | 13 fev 2012 | Kitt Peak        | Spacewatch          | —         | MPC                           |
| 482441     | 2012 DZ14  | 26 abr 2007 | Mount Lemmon     | Mount Lemmon Survey | —         | MPC                           |
| 482442     | 2012 DS26  | 25 dez 2010 | Kitt Peak        | Spacewatch          | —         | MPC                           |
| 482443     | 2012 DG28  | 14 mar 2007 | Kitt Peak        | Spacewatch          | —         | MPC                           |
| 482444     | 2012 DV29  | 2 dez 2005  | Catalina         | CSS                 | —         | MPC                           |
| 482445     | 2012 DG36  | 31 jul 1997 | Kitt Peak        | Spacewatch          | —         | MPC                           |
| 482446     | 2012 DH38  | 27 dez 2005 | Kitt Peak        | Spacewatch          | —         | MPC                           |
| 482447     | 2012 DD39  | 27 dez 2011 | Mount Lemmon     | Mount Lemmon Survey | —         | MPC                           |
| 482448     | 2012 DR55  | 25 dez 2011 | Mount Lemmon     | Mount Lemmon Survey | —         | MPC                           |
| 482449     | 2012 DV58  | 30 set 2010 | Mount Lemmon     | Mount Lemmon Survey | —         | MPC                           |
| 482450     | 2012 DR61  | 6 dez 2005  | Mount Lemmon     | Mount Lemmon Survey | —         | MPC                           |
| 482451     | 2012 DY62  | 27 jul 2009 | Kitt Peak        | Spacewatch          | Brangane  | MPC                           |
| 482452     | 2012 DF79  | 10 mai 2007 | Kitt Peak        | Spacewatch          | —         | MPC                           |
| 482453     | 2012 ES8   | 23 fev 2012 | Mount Lemmon     | Mount Lemmon Survey | —         | MPC                           |
| 482454     | 2012 EY9   | 25 set 2005 | Kitt Peak        | Spacewatch          | —         | MPC                           |
| 482455     | 2012 FZ1   | 18 mar 2007 | Kitt Peak        | Spacewatch          | Brangane  | MPC                           |
| 482456     | 2012 FL3   | 2 dez 2005  | Kitt Peak        | Spacewatch          | —         | MPC                           |
| 482457     | 2012 FH44  | 21 set 2003 | Campo Imperatore | CINEOS              | —         | MPC                           |
| 482458     | 2012 FA72  | 6 dez 2010  | Kitt Peak        | Spacewatch          | —         | MPC                           |
| 482459     | 2012 FK72  | 25 out 2009 | Mount Lemmon     | Mount Lemmon Survey | —         | MPC                           |
| 482460     | 2012 GD12  | 8 jun 2007  | Kitt Peak        | Spacewatch          | —         | MPC                           |
| 482461     | 2012 GP29  | 27 dez 2005 | Kitt Peak        | Spacewatch          | —         | MPC                           |
| 482462     | 2012 HB57  | 23 mar 2012 | Kitt Peak        | Spacewatch          | Juno      | MPC                           |
| 482463     | 2012 JL    | 19 abr 2012 | Mount Lemmon     | Mount Lemmon Survey | —         | MPC                           |
| 482464     | 2012 JL62  | 14 mai 2012 | Siding Spring    | SSS                 | —         | MPC                           |
| 482465     | 2012 KH47  | 30 mai 2012 | Mount Lemmon     | Mount Lemmon Survey | —         | MPC                           |
| 482466     | 2012 KM48  | 13 jan 2011 | Mount Lemmon     | Mount Lemmon Survey | —         | MPC                           |
| 482467     | 2012 LK9   | 12 jun 2012 | Haleakala        | Pan-STARRS          | —         | MPC                           |
| 482468     | 2012 OG3   | 30 jan 2004 | Kitt Peak        | Spacewatch          | —         | MPC                           |
| 482469     | 2012 OM3   | 12 out 2009 | Mount Lemmon     | Mount Lemmon Survey | —         | MPC                           |
| 482470     | 2012 PA26  | 8 dez 2010  | Mount Lemmon     | Mount Lemmon Survey | —         | MPC                           |
| 482471     | 2012 QR23  | 24 ago 2012 | Kitt Peak        | Spacewatch          | —         | MPC                           |
| 482472     | 2012 QU38  | 24 ago 2012 | Kitt Peak        | Spacewatch          | —         | MPC                           |
| 482473     | 2012 QP49  | 4 jan 2010  | Kitt Peak        | Spacewatch          | —         | MPC                           |
| 482474     | 2012 RJ1   | 23 set 2005 | Kitt Peak        | Spacewatch          | —         | MPC                           |
| 482475     | 2012 RK1   | 28 ago 2001 | Kitt Peak        | Spacewatch          | Mitidika  | MPC                           |
| 482476     | 2012 RC6   | 21 set 2001 | Anderson Mesa    | LONEOS              | —         | MPC                           |
| 482477     | 2012 RX6   | 11 set 2001 | Anderson Mesa    | LONEOS              | —         | MPC                           |
| 482478     | 2012 RM8   | 13 jun 2005 | Mount Lemmon     | Mount Lemmon Survey | —         | MPC                           |
| 482479     | 2012 RJ14  | 19 nov 2001 | Anderson Mesa    | LONEOS              | —         | MPC                           |
| 482480     | 2012 RM18  | 24 dez 2005 | Socorro          | LINEAR              | —         | MPC                           |
| 482481     | 2012 RU22  | 30 jul 2008 | Kitt Peak        | Spacewatch          | —         | MPC                           |
| 482482     | 2012 RY23  | 27 out 2008 | Mount Lemmon     | Mount Lemmon Survey | —         | MPC                           |
| 482483     | 2012 RC32  | 10 mar 2011 | Kitt Peak        | Spacewatch          | —         | MPC                           |
| 482484     | 2012 RU40  | 30 out 2005 | Mount Lemmon     | Mount Lemmon Survey | —         | MPC                           |
| 482485     | 2012 RC43  | 15 set 2012 | Catalina         | CSS                 | —         | MPC                           |
| 482486     | 2012 SP9   | 12 set 2001 | Socorro          | LINEAR              | Mitidika  | MPC                           |
| 482487     | 2012 SY12  | 17 set 2012 | Kitt Peak        | Spacewatch          | —         | MPC                           |
| 482488     | 2012 SW20  | 18 set 2012 | Catalina         | CSS                 | —         | MPC                           |
| 482489     | 2012 SF26  | 6 dez 2005  | Kitt Peak        | Spacewatch          | —         | MPC                           |
| 482490     | 2012 SW27  | 25 dez 2005 | Kitt Peak        | Spacewatch          | —         | MPC                           |
| 482491     | 2012 SW38  | 14 out 2001 | Socorro          | LINEAR              | —         | MPC                           |
| 482492     | 2012 SX54  | 28 ago 2012 | Mount Lemmon     | Mount Lemmon Survey | —         | MPC                           |
| 482493     | 2012 SD56  | 16 fev 2010 | Kitt Peak        | Spacewatch          | —         | MPC                           |
| 482494     | 2012 SJ66  | 8 jun 2008  | Kitt Peak        | Spacewatch          | —         | MPC                           |
| 482495     | 2012 TM1   | 18 set 1995 | Kitt Peak        | Spacewatch          | —         | MPC                           |
| 482496     | 2012 TV2   | 30 jul 2008 | Mount Lemmon     | Mount Lemmon Survey | Mitidika  | MPC                           |
| 482497     | 2012 TN6   | 18 nov 2001 | Kitt Peak        | Spacewatch          | —         | MPC                           |
| 482498     | 2012 TO12  | 23 out 2001 | Socorro          | LINEAR              | —         | MPC                           |
| 482499     | 2012 TR12  | 18 dez 2001 | Socorro          | LINEAR              | —         | MPC                           |
| 482500     | 2012 TO21  | 11 out 1997 | Kitt Peak        | Spacewatch          | Mitidika  | MPC                           |

## 482501–482600
| Designação | Designação | Descoberta  | Descoberta    | Descobridor(es)     | Categoria | Mais informações / Referência |
| Permanente | Provisória | Data        | Local         | Descobridor(es)     | Categoria | Mais informações / Referência |
| ---------- | ---------- | ----------- | ------------- | ------------------- | --------- | ----------------------------- |
| 482501     | 2012 TQ25  | 15 fev 2010 | Mount Lemmon  | Mount Lemmon Survey | Mitidika  | MPC                           |
| 482502     | 2012 TX33  | 14 set 2012 | Catalina      | CSS                 | —         | MPC                           |
| 482503     | 2012 TA35  | 3 set 2008  | Kitt Peak     | Spacewatch          | —         | MPC                           |
| 482504     | 2012 TW68  | 8 out 2008  | Kitt Peak     | Spacewatch          | —         | MPC                           |
| 482505     | 2012 TQ78  | 6 out 2012  | Haleakala     | Pan-STARRS          | —         | MPC                           |
| 482506     | 2012 TE86  | 13 mar 2007 | Kitt Peak     | Spacewatch          | —         | MPC                           |
| 482507     | 2012 TE104 | 1 nov 2005  | Kitt Peak     | Spacewatch          | —         | MPC                           |
| 482508     | 2012 TM104 | 9 out 2012  | Mount Lemmon  | Mount Lemmon Survey | —         | MPC                           |
| 482509     | 2012 TT115 | 3 set 2008  | Kitt Peak     | Spacewatch          | —         | MPC                           |
| 482510     | 2012 TP131 | 4 jan 2006  | Mount Lemmon  | Mount Lemmon Survey | —         | MPC                           |
| 482511     | 2012 TH134 | 25 fev 2011 | Mount Lemmon  | Mount Lemmon Survey | —         | MPC                           |
| 482512     | 2012 TO134 | 30 jul 2008 | Mount Lemmon  | Mount Lemmon Survey | Mitidika  | MPC                           |
| 482513     | 2012 TV148 | 24 out 2008 | Kitt Peak     | Spacewatch          | —         | MPC                           |
| 482514     | 2012 TH154 | 3 abr 2008  | Mount Lemmon  | Mount Lemmon Survey | —         | MPC                           |
| 482515     | 2012 TD155 | 18 set 2012 | Kitt Peak     | Spacewatch          | —         | MPC                           |
| 482516     | 2012 TC159 | 4 dez 2005  | Kitt Peak     | Spacewatch          | —         | MPC                           |
| 482517     | 2012 TC162 | 30 jul 2008 | Kitt Peak     | Spacewatch          | —         | MPC                           |
| 482518     | 2012 TX165 | 29 nov 2005 | Kitt Peak     | Spacewatch          | —         | MPC                           |
| 482519     | 2012 TB167 | 4 dez 2008  | Catalina      | CSS                 | —         | MPC                           |
| 482520     | 2012 TR189 | 5 nov 2005  | Kitt Peak     | Spacewatch          | Mitidika  | MPC                           |
| 482521     | 2012 TU196 | 10 out 2012 | Mount Lemmon  | Mount Lemmon Survey | —         | MPC                           |
| 482522     | 2012 TR206 | 24 out 2005 | Kitt Peak     | Spacewatch          | —         | MPC                           |
| 482523     | 2012 TK219 | 26 mar 2011 | Mount Lemmon  | Mount Lemmon Survey | —         | MPC                           |
| 482524     | 2012 TE224 | 6 dez 2005  | Kitt Peak     | Spacewatch          | —         | MPC                           |
| 482525     | 2012 TT226 | 30 set 2005 | Mount Lemmon  | Mount Lemmon Survey | —         | MPC                           |
| 482526     | 2012 TF267 | 29 set 2008 | Catalina      | CSS                 | —         | MPC                           |
| 482527     | 2012 TE288 | 10 out 2012 | Mount Lemmon  | Mount Lemmon Survey | —         | MPC                           |
| 482528     | 2012 TF301 | 14 fev 2010 | Mount Lemmon  | Mount Lemmon Survey | —         | MPC                           |
| 482529     | 2012 TK310 | 27 dez 2005 | Kitt Peak     | Spacewatch          | —         | MPC                           |
| 482530     | 2012 TG314 | 14 out 2012 | Catalina      | CSS                 | —         | MPC                           |
| 482531     | 2012 TB322 | 19 set 2008 | Kitt Peak     | Spacewatch          | —         | MPC                           |
| 482532     | 2012 UQ    | 2 nov 1997  | Kitt Peak     | Spacewatch          | —         | MPC                           |
| 482533     | 2012 UA34  | 17 out 2012 | Haleakala     | Pan-STARRS          | —         | MPC                           |
| 482534     | 2012 UL35  | 5 dez 2005  | Mount Lemmon  | Mount Lemmon Survey | —         | MPC                           |
| 482535     | 2012 UR43  | 6 set 2008  | Kitt Peak     | Spacewatch          | —         | MPC                           |
| 482536     | 2012 UQ45  | 25 nov 2005 | Kitt Peak     | Spacewatch          | —         | MPC                           |
| 482537     | 2012 UB52  | 22 set 2008 | Kitt Peak     | Spacewatch          | —         | MPC                           |
| 482538     | 2012 UG55  | 22 set 2008 | Catalina      | CSS                 | —         | MPC                           |
| 482539     | 2012 UZ66  | 4 set 2008  | Kitt Peak     | Spacewatch          | —         | MPC                           |
| 482540     | 2012 UA70  | 27 set 2008 | Catalina      | CSS                 | —         | MPC                           |
| 482541     | 2012 UR76  | 8 fev 2010  | Kitt Peak     | Spacewatch          | —         | MPC                           |
| 482542     | 2012 UF84  | 3 nov 2008  | Mount Lemmon  | Mount Lemmon Survey | —         | MPC                           |
| 482543     | 2012 UU107 | 7 jan 2006  | Kitt Peak     | Spacewatch          | Mitidika  | MPC                           |
| 482544     | 2012 UZ130 | 20 nov 2001 | Kitt Peak     | Spacewatch          | —         | MPC                           |
| 482545     | 2012 UV131 | 25 dez 2005 | Mount Lemmon  | Mount Lemmon Survey | —         | MPC                           |
| 482546     | 2012 UY132 | 24 dez 2005 | Socorro       | LINEAR              | —         | MPC                           |
| 482547     | 2012 UP133 | 19 nov 2001 | Socorro       | LINEAR              | —         | MPC                           |
| 482548     | 2012 UF141 | 24 fev 2006 | Kitt Peak     | Spacewatch          | —         | MPC                           |
| 482549     | 2012 UK168 | 20 nov 2001 | Socorro       | LINEAR              | —         | MPC                           |
| 482550     | 2012 UV171 | 7 jan 2006  | Mount Lemmon  | Mount Lemmon Survey | —         | MPC                           |
| 482551     | 2012 VH9   | 29 jul 2008 | Kitt Peak     | Spacewatch          | —         | MPC                           |
| 482552     | 2012 VV10  | 25 nov 2005 | Mount Lemmon  | Mount Lemmon Survey | —         | MPC                           |
| 482553     | 2012 VE25  | 30 mai 2008 | Mount Lemmon  | Mount Lemmon Survey | —         | MPC                           |
| 482554     | 2012 VW36  | 5 nov 2010  | Catalina      | CSS                 | —         | MPC                           |
| 482555     | 2012 VP43  | 27 out 2012 | Mount Lemmon  | Mount Lemmon Survey | —         | MPC                           |
| 482556     | 2012 VG52  | 21 dez 2008 | Catalina      | CSS                 | —         | MPC                           |
| 482557     | 2012 VL54  | 6 out 2008  | Kitt Peak     | Spacewatch          | —         | MPC                           |
| 482558     | 2012 VU64  | 4 dez 2005  | Kitt Peak     | Spacewatch          | —         | MPC                           |
| 482559     | 2012 VS70  | 17 dez 2001 | Kitt Peak     | Spacewatch          | —         | MPC                           |
| 482560     | 2012 VF71  | 20 nov 2008 | Kitt Peak     | Spacewatch          | —         | MPC                           |
| 482561     | 2012 VZ79  | 21 set 2008 | Mount Lemmon  | Mount Lemmon Survey | —         | MPC                           |
| 482562     | 2012 VN82  | 13 nov 2012 | Mount Lemmon  | Mount Lemmon Survey | —         | MPC                           |
| 482563     | 2012 VR84  | 25 set 2008 | Kitt Peak     | Spacewatch          | —         | MPC                           |
| 482564     | 2012 VE90  | 6 set 2008  | Catalina      | CSS                 | —         | MPC                           |
| 482565     | 2012 VN98  | 16 nov 2001 | Kitt Peak     | Spacewatch          | —         | MPC                           |
| 482566     | 2012 WK4   | 19 nov 2012 | Siding Spring | SSS                 | —         | MPC                           |
| 482567     | 2012 WH6   | 30 nov 2008 | Kitt Peak     | Spacewatch          | —         | MPC                           |
| 482568     | 2012 WL7   | 20 set 2008 | Kitt Peak     | Spacewatch          | —         | MPC                           |
| 482569     | 2012 WO7   | 17 nov 2008 | Kitt Peak     | Spacewatch          | —         | MPC                           |
| 482570     | 2012 WP16  | 2 dez 2004  | Kitt Peak     | Spacewatch          | —         | MPC                           |
| 482571     | 2012 WT16  | 22 nov 2012 | Kitt Peak     | Spacewatch          | —         | MPC                           |
| 482572     | 2012 WW23  | 31 out 2008 | Mount Lemmon  | Mount Lemmon Survey | —         | MPC                           |
| 482573     | 2012 WL24  | 18 jan 2002 | Kitt Peak     | Spacewatch          | —         | MPC                           |
| 482574     | 2012 WE27  | 30 dez 2008 | Kitt Peak     | Spacewatch          | —         | MPC                           |
| 482575     | 2012 WY32  | 1 nov 2008  | Mount Lemmon  | Mount Lemmon Survey | —         | MPC                           |
| 482576     | 2012 XO28  | 3 jan 2009  | Kitt Peak     | Spacewatch          | —         | MPC                           |
| 482577     | 2012 XV36  | 20 nov 2008 | Kitt Peak     | Spacewatch          | —         | MPC                           |
| 482578     | 2012 XK38  | 5 dez 2008  | Kitt Peak     | Spacewatch          | —         | MPC                           |
| 482579     | 2012 XR40  | 3 dez 2012  | Mount Lemmon  | Mount Lemmon Survey | —         | MPC                           |
| 482580     | 2012 XH43  | 28 nov 1999 | Kitt Peak     | Spacewatch          | —         | MPC                           |
| 482581     | 2012 XO43  | 24 nov 2008 | Kitt Peak     | Spacewatch          | Phocaea   | MPC                           |
| 482582     | 2012 XA46  | 22 jan 2010 | WISE          | WISE                | —         | MPC                           |
| 482583     | 2012 XM48  | 15 dez 2004 | Kitt Peak     | Spacewatch          | —         | MPC                           |
| 482584     | 2012 XA53  | 13 nov 2012 | Mount Lemmon  | Mount Lemmon Survey | —         | MPC                           |
| 482585     | 2012 XC53  | 6 dez 2012  | Kitt Peak     | Spacewatch          | —         | MPC                           |
| 482586     | 2012 XH57  | 28 out 2008 | Mount Lemmon  | Mount Lemmon Survey | —         | MPC                           |
| 482587     | 2012 XE84  | 19 dez 2003 | Kitt Peak     | Spacewatch          | —         | MPC                           |
| 482588     | 2012 XP88  | 25 set 2012 | Mount Lemmon  | Mount Lemmon Survey | —         | MPC                           |
| 482589     | 2012 XX93  | 8 out 2008  | Mount Lemmon  | Mount Lemmon Survey | —         | MPC                           |
| 482590     | 2012 XP94  | 4 dez 2008  | Kitt Peak     | Spacewatch          | —         | MPC                           |
| 482591     | 2012 XL105 | 27 abr 2010 | WISE          | WISE                | —         | MPC                           |
| 482592     | 2012 XE106 | 28 jan 2009 | Catalina      | CSS                 | —         | MPC                           |
| 482593     | 2012 XJ109 | 13 jan 2005 | Kitt Peak     | Spacewatch          | —         | MPC                           |
| 482594     | 2012 XJ117 | 1 out 2008  | Kitt Peak     | Spacewatch          | —         | MPC                           |
| 482595     | 2012 XH119 | 22 jun 2010 | Mount Lemmon  | Mount Lemmon Survey | —         | MPC                           |
| 482596     | 2012 XZ119 | 8 dez 2012  | Kitt Peak     | Spacewatch          | —         | MPC                           |
| 482597     | 2012 XB130 | 5 nov 2012  | Kitt Peak     | Spacewatch          | —         | MPC                           |
| 482598     | 2012 XN135 | 16 jan 2009 | Socorro       | LINEAR              | —         | MPC                           |
| 482599     | 2012 XB145 | 11 dez 2012 | Kitt Peak     | Spacewatch          | —         | MPC                           |
| 482600     | 2012 XV145 | 26 nov 2012 | Mount Lemmon  | Mount Lemmon Survey | —         | MPC                           |

## 482601–482700
| Designação | Designação | Descoberta  | Descoberta    | Descobridor(es)     | Categoria | Mais informações / Referência |
| Permanente | Provisória | Data        | Local         | Descobridor(es)     | Categoria | Mais informações / Referência |
| ---------- | ---------- | ----------- | ------------- | ------------------- | --------- | ----------------------------- |
| 482601     | 2012 XO152 | 19 fev 2009 | Catalina      | CSS                 | —         | MPC                           |
| 482602     | 2012 YL4   | 31 jan 2009 | Mount Lemmon  | Mount Lemmon Survey | —         | MPC                           |
| 482603     | 2012 YQ4   | 18 jan 2009 | Mount Lemmon  | Mount Lemmon Survey | —         | MPC                           |
| 482604     | 2013 AL3   | 7 mai 2005  | Catalina      | CSS                 | —         | MPC                           |
| 482605     | 2013 AT3   | 8 set 1999  | Kitt Peak     | Spacewatch          | —         | MPC                           |
| 482606     | 2013 AQ5   | 14 dez 2004 | Socorro       | LINEAR              | Phocaea   | MPC                           |
| 482607     | 2013 AJ9   | 17 mar 2009 | Kitt Peak     | Spacewatch          | Eos       | MPC                           |
| 482608     | 2013 AB12  | 20 jan 2009 | Mount Lemmon  | Mount Lemmon Survey | —         | MPC                           |
| 482609     | 2013 AE13  | 27 fev 2009 | Catalina      | CSS                 | —         | MPC                           |
| 482610     | 2013 AW18  | 20 fev 2009 | Siding Spring | SSS                 | —         | MPC                           |
| 482611     | 2013 AT19  | 16 jan 2009 | Kitt Peak     | Spacewatch          | —         | MPC                           |
| 482612     | 2013 AB21  | 1 jan 2009  | Mount Lemmon  | Mount Lemmon Survey | —         | MPC                           |
| 482613     | 2013 AY21  | 1 fev 1997  | Kitt Peak     | Spacewatch          | —         | MPC                           |
| 482614     | 2013 AB22  | 19 nov 2007 | Mount Lemmon  | Mount Lemmon Survey | —         | MPC                           |
| 482615     | 2013 AB23  | 22 dez 2008 | Kitt Peak     | Spacewatch          | —         | MPC                           |
| 482616     | 2013 AM26  | 22 mar 2010 | WISE          | WISE                | —         | MPC                           |
| 482617     | 2013 AK35  | 6 abr 2005  | Mount Lemmon  | Mount Lemmon Survey | —         | MPC                           |
| 482618     | 2013 AQ35  | 29 set 2011 | Mount Lemmon  | Mount Lemmon Survey | —         | MPC                           |
| 482619     | 2013 AE36  | 30 dez 2008 | Mount Lemmon  | Mount Lemmon Survey | —         | MPC                           |
| 482620     | 2013 AZ38  | 5 jan 2013  | Kitt Peak     | Spacewatch          | —         | MPC                           |
| 482621     | 2013 AJ43  | 19 jan 2009 | Mount Lemmon  | Mount Lemmon Survey | —         | MPC                           |
| 482622     | 2013 AU48  | 5 abr 2010  | Kitt Peak     | Spacewatch          | —         | MPC                           |
| 482623     | 2013 AK53  | 19 abr 2009 | Mount Lemmon  | Mount Lemmon Survey | —         | MPC                           |
| 482624     | 2013 AR53  | 20 set 2007 | Catalina      | CSS                 | —         | MPC                           |
| 482625     | 2013 AM56  | 13 nov 2007 | Mount Lemmon  | Mount Lemmon Survey | —         | MPC                           |
| 482626     | 2013 AD57  | 6 jan 2013  | Kitt Peak     | Spacewatch          | —         | MPC                           |
| 482627     | 2013 AK61  | 8 dez 2012  | Kitt Peak     | Spacewatch          | —         | MPC                           |
| 482628     | 2013 AM69  | 31 jan 2009 | Mount Lemmon  | Mount Lemmon Survey | —         | MPC                           |
| 482629     | 2013 AX69  | 1 fev 1995  | Kitt Peak     | Spacewatch          | —         | MPC                           |
| 482630     | 2013 AN73  | 22 nov 2006 | Kitt Peak     | Spacewatch          | —         | MPC                           |
| 482631     | 2013 AM75  | 22 dez 2008 | Catalina      | CSS                 | —         | MPC                           |
| 482632     | 2013 AN79  | 22 dez 2008 | Kitt Peak     | Spacewatch          | —         | MPC                           |
| 482633     | 2013 AE80  | 15 jan 2005 | Kitt Peak     | Spacewatch          | —         | MPC                           |
| 482634     | 2013 AJ84  | 12 nov 2007 | Mount Lemmon  | Mount Lemmon Survey | —         | MPC                           |
| 482635     | 2013 AQ84  | 29 out 2003 | Kitt Peak     | Spacewatch          | —         | MPC                           |
| 482636     | 2013 AD85  | 22 set 2011 | Kitt Peak     | Spacewatch          | —         | MPC                           |
| 482637     | 2013 AB89  | 20 out 2012 | Mount Lemmon  | Mount Lemmon Survey | —         | MPC                           |
| 482638     | 2013 AK94  | 9 fev 2005  | Kitt Peak     | Spacewatch          | —         | MPC                           |
| 482639     | 2013 AH105 | 26 jun 2011 | Mount Lemmon  | Mount Lemmon Survey | —         | MPC                           |
| 482640     | 2013 AZ110 | 30 dez 2008 | Mount Lemmon  | Mount Lemmon Survey | —         | MPC                           |
| 482641     | 2013 AR115 | 3 nov 2007  | Kitt Peak     | Spacewatch          | —         | MPC                           |
| 482642     | 2013 AV115 | 11 dez 2012 | Mount Lemmon  | Mount Lemmon Survey | —         | MPC                           |
| 482643     | 2013 AB118 | 24 out 2008 | Mount Lemmon  | Mount Lemmon Survey | —         | MPC                           |
| 482644     | 2013 AO123 | 5 out 1999  | Socorro       | LINEAR              | —         | MPC                           |
| 482645     | 2013 AZ125 | 4 jan 2013  | Siding Spring | SSS                 | —         | MPC                           |
| 482646     | 2013 AK126 | 12 set 2004 | Socorro       | LINEAR              | —         | MPC                           |
| 482647     | 2013 AV129 | 3 jan 2013  | Mount Lemmon  | Mount Lemmon Survey | —         | MPC                           |
| 482648     | 2013 BA4   | 22 fev 2009 | Kitt Peak     | Spacewatch          | —         | MPC                           |
| 482649     | 2013 BF13  | 23 out 2003 | Kitt Peak     | Spacewatch          | —         | MPC                           |
| 482650     | 2013 BK18  | 16 jan 2013 | Haleakala     | Pan-STARRS          | —         | MPC                           |
| 482651     | 2013 BT39  | 22 dez 2008 | Mount Lemmon  | Mount Lemmon Survey | —         | MPC                           |
| 482652     | 2013 BE40  | 18 jan 2013 | Mount Lemmon  | Mount Lemmon Survey | —         | MPC                           |
| 482653     | 2013 BB49  | 20 out 2011 | Mount Lemmon  | Mount Lemmon Survey | —         | MPC                           |
| 482654     | 2013 BF52  | 4 mar 2005  | Mount Lemmon  | Mount Lemmon Survey | —         | MPC                           |
| 482655     | 2013 BH56  | 5 jan 2013  | Mount Lemmon  | Mount Lemmon Survey | —         | MPC                           |
| 482656     | 2013 BD57  | 15 out 2007 | Catalina      | CSS                 | —         | MPC                           |
| 482657     | 2013 BJ57  | 5 jan 2013  | Mount Lemmon  | Mount Lemmon Survey | —         | MPC                           |
| 482658     | 2013 BK58  | 12 out 2007 | Mount Lemmon  | Mount Lemmon Survey | —         | MPC                           |
| 482659     | 2013 BV58  | 3 fev 2009  | Mount Lemmon  | Mount Lemmon Survey | —         | MPC                           |
| 482660     | 2013 BM64  | 1 fev 2009  | Kitt Peak     | Spacewatch          | —         | MPC                           |
| 482661     | 2013 BT64  | 4 fev 2009  | Mount Lemmon  | Mount Lemmon Survey | —         | MPC                           |
| 482662     | 2013 BT66  | 27 set 2011 | Mount Lemmon  | Mount Lemmon Survey | —         | MPC                           |
| 482663     | 2013 BJ73  | 8 jan 2000  | Socorro       | LINEAR              | —         | MPC                           |
| 482664     | 2013 BV78  | 13 dez 2012 | Mount Lemmon  | Mount Lemmon Survey | Phocaea   | MPC                           |
| 482665     | 2013 BT80  | 11 nov 2004 | Kitt Peak     | Spacewatch          | —         | MPC                           |
| 482666     | 2013 CV5   | 9 nov 2007  | Kitt Peak     | Spacewatch          | —         | MPC                           |
| 482667     | 2013 CQ10  | 23 out 2011 | Mount Lemmon  | Mount Lemmon Survey | Brangane  | MPC                           |
| 482668     | 2013 CW11  | 19 jan 2013 | Kitt Peak     | Spacewatch          | —         | MPC                           |
| 482669     | 2013 CQ16  | 17 jan 2013 | Mount Lemmon  | Mount Lemmon Survey | —         | MPC                           |
| 482670     | 2013 CM19  | 27 fev 2009 | Catalina      | CSS                 | —         | MPC                           |
| 482671     | 2013 CX22  | 30 dez 2008 | Kitt Peak     | Spacewatch          | —         | MPC                           |
| 482672     | 2013 CQ24  | 7 set 1999  | Catalina      | CSS                 | —         | MPC                           |
| 482673     | 2013 CU27  | 20 nov 2007 | Kitt Peak     | Spacewatch          | —         | MPC                           |
| 482674     | 2013 CT48  | 19 jan 2013 | Kitt Peak     | Spacewatch          | —         | MPC                           |
| 482675     | 2013 CX50  | 2 nov 2007  | Mount Lemmon  | Mount Lemmon Survey | Eos       | MPC                           |
| 482676     | 2013 CW52  | 29 dez 2003 | Catalina      | CSS                 | —         | MPC                           |
| 482677     | 2013 CS54  | 3 mar 2009  | Catalina      | CSS                 | —         | MPC                           |
| 482678     | 2013 CV63  | 20 abr 2009 | Mount Lemmon  | Mount Lemmon Survey | —         | MPC                           |
| 482679     | 2013 CC65  | 30 jan 2009 | Mount Lemmon  | Mount Lemmon Survey | —         | MPC                           |
| 482680     | 2013 CW65  | 17 jan 2013 | Mount Lemmon  | Mount Lemmon Survey | Eos       | MPC                           |
| 482681     | 2013 CW66  | 1 fev 2009  | Mount Lemmon  | Mount Lemmon Survey | —         | MPC                           |
| 482682     | 2013 CD67  | 1 mar 2009  | Kitt Peak     | Spacewatch          | Phocaea   | MPC                           |
| 482683     | 2013 CN67  | 4 set 1999  | Kitt Peak     | Spacewatch          | —         | MPC                           |
| 482684     | 2013 CD68  | 2 abr 2009  | Mount Lemmon  | Mount Lemmon Survey | —         | MPC                           |
| 482685     | 2013 CN68  | 10 out 1999 | Kitt Peak     | Spacewatch          | —         | MPC                           |
| 482686     | 2013 CB71  | 18 jan 2009 | Kitt Peak     | Spacewatch          | —         | MPC                           |
| 482687     | 2013 CG71  | 7 jan 2000  | Kitt Peak     | Spacewatch          | —         | MPC                           |
| 482688     | 2013 CU77  | 2 abr 2005  | Kitt Peak     | Spacewatch          | —         | MPC                           |
| 482689     | 2013 CO79  | 8 jan 2013  | Kitt Peak     | Spacewatch          | —         | MPC                           |
| 482690     | 2013 CZ90  | 1 abr 2009  | Kitt Peak     | Spacewatch          | —         | MPC                           |
| 482691     | 2013 CX101 | 10 fev 1996 | Kitt Peak     | Spacewatch          | —         | MPC                           |
| 482692     | 2013 CP112 | 20 jan 2013 | Kitt Peak     | Spacewatch          | —         | MPC                           |
| 482693     | 2013 CJ114 | 1 nov 2007  | Kitt Peak     | Spacewatch          | —         | MPC                           |
| 482694     | 2013 CN121 | 3 mar 2009  | Kitt Peak     | Spacewatch          | —         | MPC                           |
| 482695     | 2013 CK124 | 1 mar 2009  | Mount Lemmon  | Mount Lemmon Survey | —         | MPC                           |
| 482696     | 2013 CL124 | 5 jan 2013  | Mount Lemmon  | Mount Lemmon Survey | —         | MPC                           |
| 482697     | 2013 CB134 | 28 mar 2010 | WISE          | WISE                | —         | MPC                           |
| 482698     | 2013 CF135 | 3 abr 2008  | Kitt Peak     | Spacewatch          | —         | MPC                           |
| 482699     | 2013 CO136 | 20 set 2011 | Kitt Peak     | Spacewatch          | —         | MPC                           |
| 482700     | 2013 CT137 | 24 fev 2008 | Mount Lemmon  | Mount Lemmon Survey | —         | MPC                           |

## 482701–482800
| Designação | Designação | Descoberta  | Descoberta    | Descobridor(es)     | Categoria | Mais informações / Referência |
| Permanente | Provisória | Data        | Local         | Descobridor(es)     | Categoria | Mais informações / Referência |
| ---------- | ---------- | ----------- | ------------- | ------------------- | --------- | ----------------------------- |
| 482701     | 2013 CV140 | 22 jan 2004 | Socorro       | LINEAR              | —         | MPC                           |
| 482702     | 2013 CC155 | 28 ago 2006 | Kitt Peak     | Spacewatch          | —         | MPC                           |
| 482703     | 2013 CQ184 | 18 abr 2009 | Catalina      | CSS                 | —         | MPC                           |
| 482704     | 2013 CL186 | 14 dez 2007 | Mount Lemmon  | Mount Lemmon Survey | —         | MPC                           |
| 482705     | 2013 CX190 | 22 abr 2009 | Mount Lemmon  | Mount Lemmon Survey | Phocaea   | MPC                           |
| 482706     | 2013 CG193 | 7 dez 1999  | Kitt Peak     | Spacewatch          | —         | MPC                           |
| 482707     | 2013 CV202 | 17 jan 2013 | Mount Lemmon  | Mount Lemmon Survey | —         | MPC                           |
| 482708     | 2013 CU203 | 6 out 2005  | Mount Lemmon  | Mount Lemmon Survey | —         | MPC                           |
| 482709     | 2013 CF208 | 9 jan 2013  | Mount Lemmon  | Mount Lemmon Survey | —         | MPC                           |
| 482710     | 2013 CS214 | 10 mar 2008 | Kitt Peak     | Spacewatch          | —         | MPC                           |
| 482711     | 2013 DJ    | 24 out 2007 | Mount Lemmon  | Mount Lemmon Survey | —         | MPC                           |
| 482712     | 2013 DX2   | 8 out 2007  | Kitt Peak     | Spacewatch          | —         | MPC                           |
| 482713     | 2013 DE8   | 21 abr 2009 | Mount Lemmon  | Mount Lemmon Survey | —         | MPC                           |
| 482714     | 2013 DL9   | 1 set 2010  | Mount Lemmon  | Mount Lemmon Survey | —         | MPC                           |
| 482715     | 2013 DO9   | 11 nov 2007 | Mount Lemmon  | Mount Lemmon Survey | —         | MPC                           |
| 482716     | 2013 DR10  | 11 mai 2010 | WISE          | WISE                | —         | MPC                           |
| 482717     | 2013 DU15  | 18 fev 2004 | Kitt Peak     | Spacewatch          | —         | MPC                           |
| 482718     | 2013 ET9   | 15 out 2002 | Palomar       | NEAT                | —         | MPC                           |
| 482719     | 2013 EO18  | 16 fev 2004 | Kitt Peak     | Spacewatch          | —         | MPC                           |
| 482720     | 2013 EP18  | 2 abr 2009  | Kitt Peak     | Spacewatch          | —         | MPC                           |
| 482721     | 2013 EA22  | 17 fev 2013 | Kitt Peak     | Spacewatch          | —         | MPC                           |
| 482722     | 2013 EN30  | 15 jan 2008 | Mount Lemmon  | Mount Lemmon Survey | —         | MPC                           |
| 482723     | 2013 ES30  | 7 mar 2013  | Kitt Peak     | Spacewatch          | —         | MPC                           |
| 482724     | 2013 EO32  | 4 mar 2008  | Mount Lemmon  | Mount Lemmon Survey | —         | MPC                           |
| 482725     | 2013 EW35  | 4 fev 2009  | Mount Lemmon  | Mount Lemmon Survey | —         | MPC                           |
| 482726     | 2013 EM40  | 14 jan 2013 | Catalina      | CSS                 | —         | MPC                           |
| 482727     | 2013 EJ57  | 7 out 2005  | Mount Lemmon  | Mount Lemmon Survey | —         | MPC                           |
| 482728     | 2013 EE64  | 11 fev 2000 | Kitt Peak     | Spacewatch          | —         | MPC                           |
| 482729     | 2013 EG79  | 18 set 2011 | Mount Lemmon  | Mount Lemmon Survey | —         | MPC                           |
| 482730     | 2013 EA84  | 10 mar 2008 | Mount Lemmon  | Mount Lemmon Survey | —         | MPC                           |
| 482731     | 2013 EB84  | 18 dez 2007 | Mount Lemmon  | Mount Lemmon Survey | —         | MPC                           |
| 482732     | 2013 EV86  | 4 abr 2008  | Kitt Peak     | Spacewatch          | —         | MPC                           |
| 482733     | 2013 EP87  | 7 abr 2008  | Kitt Peak     | Spacewatch          | Brangane  | MPC                           |
| 482734     | 2013 EH90  | 26 mar 2004 | Kitt Peak     | Spacewatch          | —         | MPC                           |
| 482735     | 2013 EK93  | 17 jun 1996 | Kitt Peak     | Spacewatch          | —         | MPC                           |
| 482736     | 2013 EQ99  | 29 dez 2003 | Kitt Peak     | Spacewatch          | —         | MPC                           |
| 482737     | 2013 EZ102 | 23 jan 2004 | Anderson Mesa | LONEOS              | —         | MPC                           |
| 482738     | 2013 EX105 | 17 jan 2013 | Mount Lemmon  | Mount Lemmon Survey | Brangane  | MPC                           |
| 482739     | 2013 EO112 | 26 abr 2008 | Kitt Peak     | Spacewatch          | —         | MPC                           |
| 482740     | 2013 EB114 | 12 mar 2008 | Kitt Peak     | Spacewatch          | —         | MPC                           |
| 482741     | 2013 EA121 | 22 set 2011 | Kitt Peak     | Spacewatch          | —         | MPC                           |
| 482742     | 2013 EB121 | 30 set 2005 | Kitt Peak     | Spacewatch          | —         | MPC                           |
| 482743     | 2013 ED123 | 13 mar 2013 | Kitt Peak     | Spacewatch          | —         | MPC                           |
| 482744     | 2013 EW126 | 30 abr 2008 | Mount Lemmon  | Mount Lemmon Survey | —         | MPC                           |
| 482745     | 2013 EX126 | 7 mar 2013  | Siding Spring | SSS                 | —         | MPC                           |
| 482746     | 2013 EM128 | 9 nov 2007  | Kitt Peak     | Spacewatch          | —         | MPC                           |
| 482747     | 2013 FV    | 24 set 2007 | Kitt Peak     | Spacewatch          | —         | MPC                           |
| 482748     | 2013 FK2   | 14 mai 2008 | Kitt Peak     | Spacewatch          | —         | MPC                           |
| 482749     | 2013 FB4   | 24 fev 2009 | Mount Lemmon  | Mount Lemmon Survey | —         | MPC                           |
| 482750     | 2013 FQ5   | 28 out 2005 | Kitt Peak     | Spacewatch          | —         | MPC                           |
| 482751     | 2013 FZ6   | 1 set 2005  | Kitt Peak     | Spacewatch          | —         | MPC                           |
| 482752     | 2013 FW9   | 15 mar 2004 | Kitt Peak     | Spacewatch          | —         | MPC                           |
| 482753     | 2013 FO13  | 18 mar 2004 | Kitt Peak     | Spacewatch          | —         | MPC                           |
| 482754     | 2013 GM6   | 13 jun 2009 | Kitt Peak     | Spacewatch          | —         | MPC                           |
| 482755     | 2013 GQ14  | 3 mai 2008  | Mount Lemmon  | Mount Lemmon Survey | —         | MPC                           |
| 482756     | 2013 GK18  | 3 nov 2010  | Mount Lemmon  | Mount Lemmon Survey | —         | MPC                           |
| 482757     | 2013 GQ24  | 12 mar 2013 | Kitt Peak     | Spacewatch          | —         | MPC                           |
| 482758     | 2013 GB28  | 14 jan 2012 | Mount Lemmon  | Mount Lemmon Survey | Brangane  | MPC                           |
| 482759     | 2013 GA38  | 31 out 2010 | Mount Lemmon  | Mount Lemmon Survey | —         | MPC                           |
| 482760     | 2013 GO38  | 5 dez 2007  | Catalina      | CSS                 | —         | MPC                           |
| 482761     | 2013 GZ48  | 30 mar 2008 | Kitt Peak     | Spacewatch          | —         | MPC                           |
| 482762     | 2013 GM52  | 26 out 2005 | Kitt Peak     | Spacewatch          | —         | MPC                           |
| 482763     | 2013 GK55  | 10 mar 2008 | Catalina      | CSS                 | —         | MPC                           |
| 482764     | 2013 GF56  | 12 set 2010 | Kitt Peak     | Spacewatch          | —         | MPC                           |
| 482765     | 2013 GZ68  | 1 jun 2008  | Kitt Peak     | Spacewatch          | —         | MPC                           |
| 482766     | 2013 GF69  | 10 abr 2013 | Haleakala     | Pan-STARRS          | —         | MPC                           |
| 482767     | 2013 GZ70  | 16 mar 2013 | Catalina      | CSS                 | —         | MPC                           |
| 482768     | 2013 GN73  | 11 out 2010 | Mount Lemmon  | Mount Lemmon Survey | —         | MPC                           |
| 482769     | 2013 GJ75  | 3 out 2006  | Mount Lemmon  | Mount Lemmon Survey | —         | MPC                           |
| 482770     | 2013 GS75  | 31 mai 2008 | Mount Lemmon  | Mount Lemmon Survey | —         | MPC                           |
| 482771     | 2013 GO93  | 9 out 2010  | Mount Lemmon  | Mount Lemmon Survey | —         | MPC                           |
| 482772     | 2013 GK95  | 13 dez 2006 | Kitt Peak     | Spacewatch          | —         | MPC                           |
| 482773     | 2013 GM95  | 31 mar 2008 | Mount Lemmon  | Mount Lemmon Survey | —         | MPC                           |
| 482774     | 2013 GP107 | 9 fev 2007  | Kitt Peak     | Spacewatch          | —         | MPC                           |
| 482775     | 2013 GP126 | 13 out 1999 | Socorro       | LINEAR              | —         | MPC                           |
| 482776     | 2013 GT131 | 10 mai 2005 | Kitt Peak     | Spacewatch          | —         | MPC                           |
| 482777     | 2013 HQ12  | 19 abr 2004 | Socorro       | LINEAR              | —         | MPC                           |
| 482778     | 2013 HO26  | 21 set 2009 | Kitt Peak     | Spacewatch          | —         | MPC                           |
| 482779     | 2013 HT55  | 4 out 2006  | Mount Lemmon  | Mount Lemmon Survey | —         | MPC                           |
| 482780     | 2013 HV69  | 11 abr 2008 | Mount Lemmon  | Mount Lemmon Survey | —         | MPC                           |
| 482781     | 2013 HO85  | 3 nov 2005  | Mount Lemmon  | Mount Lemmon Survey | —         | MPC                           |
| 482782     | 2013 HH119 | 25 nov 2005 | Kitt Peak     | Spacewatch          | —         | MPC                           |
| 482783     | 2013 JZ34  | 18 set 2010 | Mount Lemmon  | Mount Lemmon Survey | —         | MPC                           |
| 482784     | 2013 JD63  | 30 out 2010 | Mount Lemmon  | Mount Lemmon Survey | —         | MPC                           |
| 482785     | 2013 KD1   | 29 out 2010 | Mount Lemmon  | Mount Lemmon Survey | —         | MPC                           |
| 482786     | 2013 KX7   | 20 out 2006 | Mount Lemmon  | Mount Lemmon Survey | —         | MPC                           |
| 482787     | 2013 KB17  | 16 jan 2010 | WISE          | WISE                | —         | MPC                           |
| 482788     | 2013 LU3   | 1 jun 2013  | Kitt Peak     | Spacewatch          | —         | MPC                           |
| 482789     | 2013 LY10  | 10 mai 2007 | Catalina      | CSS                 | —         | MPC                           |
| 482790     | 2013 LS11  | 4 jun 2013  | Kitt Peak     | Spacewatch          | —         | MPC                           |
| 482791     | 2013 LX15  | 23 abr 2013 | Mount Lemmon  | Mount Lemmon Survey | Juno      | MPC                           |
| 482792     | 2013 LO17  | 4 dez 1999  | Catalina      | CSS                 | —         | MPC                           |
| 482793     | 2013 LP22  | 22 nov 2005 | Kitt Peak     | Spacewatch          | —         | MPC                           |
| 482794     | 2013 MG5   | 28 dez 2003 | Socorro       | LINEAR              | —         | MPC                           |
| 482795     | 2013 PO29  | 4 dez 2008  | Mount Lemmon  | Mount Lemmon Survey | —         | MPC                           |
| 482796     | 2013 QJ10  | 24 ago 2013 | La Sagra      | Mallorca Obs.       | —         | MPC                           |
| 482797     | 2013 QX46  | 3 dez 2008  | Catalina      | CSS                 | Juno      | MPC                           |
| 482798     | 2013 QK48  | 29 ago 2013 | Haleakala     | Pan-STARRS          | —         | MPC                           |
| 482799     | 2013 RQ4   | 30 jan 2012 | Mount Lemmon  | Mount Lemmon Survey | Juno      | MPC                           |
| 482800     | 2013 RU16  | 5 set 2008  | Kitt Peak     | Spacewatch          | —         | MPC                           |

## 482801–482900
| Designação | Designação | Descoberta  | Descoberta       | Descobridor(es)     | Categoria | Mais informações / Referência |
| Permanente | Provisória | Data        | Local            | Descobridor(es)     | Categoria | Mais informações / Referência |
| ---------- | ---------- | ----------- | ---------------- | ------------------- | --------- | ----------------------------- |
| 482801     | 2013 RO73  | 27 dez 2011 | Mount Lemmon     | Mount Lemmon Survey | —         | MPC                           |
| 482802     | 2013 TL114 | 11 out 2010 | Kitt Peak        | Spacewatch          | —         | MPC                           |
| 482803     | 2013 TY135 | 17 set 2013 | Mount Lemmon     | Mount Lemmon Survey | —         | MPC                           |
| 482804     | 2013 UM    | 11 jun 2004 | Socorro          | LINEAR              | —         | MPC                           |
| 482805     | 2013 VB2   | 1 nov 2005  | Catalina         | CSS                 | —         | MPC                           |
| 482806     | 2013 WH4   | 16 out 2013 | Mount Lemmon     | Mount Lemmon Survey | —         | MPC                           |
| 482807     | 2013 WY15  | 2 nov 2013  | Mount Lemmon     | Mount Lemmon Survey | —         | MPC                           |
| 482808     | 2013 WE17  | 16 jan 2011 | Mount Lemmon     | Mount Lemmon Survey | —         | MPC                           |
| 482809     | 2013 WU25  | 28 set 2013 | Catalina         | CSS                 | —         | MPC                           |
| 482810     | 2013 WK26  | 5 out 2013  | Kitt Peak        | Spacewatch          | —         | MPC                           |
| 482811     | 2013 WR57  | 10 jun 2010 | WISE             | WISE                | —         | MPC                           |
| 482812     | 2013 WJ60  | 25 out 2013 | Kitt Peak        | Spacewatch          | —         | MPC                           |
| 482813     | 2013 WH67  | 26 nov 2005 | Mount Lemmon     | Mount Lemmon Survey | Juno      | MPC                           |
| 482814     | 2013 WM71  | 2 nov 2013  | Mount Lemmon     | Mount Lemmon Survey | —         | MPC                           |
| 482815     | 2013 WE83  | 16 set 2009 | Mount Lemmon     | Mount Lemmon Survey | —         | MPC                           |
| 482816     | 2013 WS90  | 27 mai 2012 | Mount Lemmon     | Mount Lemmon Survey | —         | MPC                           |
| 482817     | 2013 WX96  | 31 out 2013 | Kitt Peak        | Spacewatch          | Brangane  | MPC                           |
| 482818     | 2013 WT99  | 29 nov 2005 | Kitt Peak        | Spacewatch          | —         | MPC                           |
| 482819     | 2013 WB108 | 6 out 2013  | Catalina         | CSS                 | —         | MPC                           |
| 482820     | 2013 XL10  | 13 mai 2004 | Socorro          | LINEAR              | —         | MPC                           |
| 482821     | 2013 XL12  | 7 dez 2013  | Catalina         | CSS                 | —         | MPC                           |
| 482822     | 2013 XH21  | 28 jan 2006 | Kitt Peak        | Spacewatch          | Juno      | MPC                           |
| 482823     | 2013 XX21  | 3 nov 2010  | Catalina         | CSS                 | —         | MPC                           |
| 482824     | 2013 XC26  | 6 dez 2013  | Haleakala        | Pan-STARRS          | —         | MPC                           |
| 482825     | 2013 YK5   | 6 mar 2011  | Kitt Peak        | Spacewatch          | —         | MPC                           |
| 482826     | 2013 YC17  | 19 out 2006 | Catalina         | CSS                 | —         | MPC                           |
| 482827     | 2013 YU37  | 29 set 2003 | Kitt Peak        | Spacewatch          | —         | MPC                           |
| 482828     | 2013 YB65  | 17 fev 2007 | Catalina         | CSS                 | —         | MPC                           |
| 482829     | 2013 YL68  | 16 out 2009 | Catalina         | CSS                 | —         | MPC                           |
| 482830     | 2013 YF73  | 20 set 2003 | Campo Imperatore | CINEOS              | —         | MPC                           |
| 482831     | 2013 YC84  | 23 jul 1998 | Caussols         | ODAS                | Flora     | MPC                           |
| 482832     | 2013 YU95  | 28 set 2009 | Mount Lemmon     | Mount Lemmon Survey | —         | MPC                           |
| 482833     | 2013 YZ99  | 29 out 2003 | Kitt Peak        | Spacewatch          | —         | MPC                           |
| 482834     | 2013 YE116 | 14 dez 2006 | Mount Lemmon     | Mount Lemmon Survey | —         | MPC                           |
| 482835     | 2014 AH7   | 25 set 1998 | Xinglong         | SCAP                | —         | MPC                           |
| 482836     | 2014 AR16  | 23 ago 2004 | Kitt Peak        | Spacewatch          | —         | MPC                           |
| 482837     | 2014 AD47  | 2 out 2006  | Mount Lemmon     | Mount Lemmon Survey | —         | MPC                           |
| 482838     | 2014 BR4   | 19 nov 2006 | Catalina         | CSS                 | —         | MPC                           |
| 482839     | 2014 BQ7   | 24 ago 2012 | Kitt Peak        | Spacewatch          | —         | MPC                           |
| 482840     | 2014 BO20  | 7 fev 2007  | Mount Lemmon     | Mount Lemmon Survey | —         | MPC                           |
| 482841     | 2014 BO22  | 27 jan 2007 | Mount Lemmon     | Mount Lemmon Survey | —         | MPC                           |
| 482842     | 2014 BR22  | 25 dez 2005 | Mount Lemmon     | Mount Lemmon Survey | —         | MPC                           |
| 482843     | 2014 BU34  | 19 set 2006 | Catalina         | CSS                 | —         | MPC                           |
| 482844     | 2014 BT55  | 14 set 2009 | Kitt Peak        | Spacewatch          | —         | MPC                           |
| 482845     | 2014 BD59  | 12 jan 2014 | Mount Lemmon     | Mount Lemmon Survey | —         | MPC                           |
| 482846     | 2014 CC5   | 6 jan 2010  | Kitt Peak        | Spacewatch          | —         | MPC                           |
| 482847     | 2014 CS7   | 28 mai 2008 | Kitt Peak        | Spacewatch          | —         | MPC                           |
| 482848     | 2014 DS15  | 27 dez 2006 | Mount Lemmon     | Mount Lemmon Survey | —         | MPC                           |
| 482849     | 2014 DO23  | 17 set 2006 | Kitt Peak        | Spacewatch          | —         | MPC                           |
| 482850     | 2014 DR33  | 27 fev 2007 | Kitt Peak        | Spacewatch          | —         | MPC                           |
| 482851     | 2014 DT34  | 17 nov 2006 | Kitt Peak        | Spacewatch          | —         | MPC                           |
| 482852     | 2014 DP41  | 18 set 2012 | Mount Lemmon     | Mount Lemmon Survey | —         | MPC                           |
| 482853     | 2014 DR42  | 11 mar 2007 | Kitt Peak        | Spacewatch          | —         | MPC                           |
| 482854     | 2014 DN51  | 8 jan 2010  | Kitt Peak        | Spacewatch          | —         | MPC                           |
| 482855     | 2014 DY51  | 20 jan 2006 | Kitt Peak        | Spacewatch          | —         | MPC                           |
| 482856     | 2014 DJ64  | 23 set 2012 | Mount Lemmon     | Mount Lemmon Survey | —         | MPC                           |
| 482857     | 2014 DW72  | 16 out 2012 | Mount Lemmon     | Mount Lemmon Survey | —         | MPC                           |
| 482858     | 2014 DH88  | 8 fev 2007  | Kitt Peak        | Spacewatch          | —         | MPC                           |
| 482859     | 2014 DB91  | 2 abr 2011  | Mount Lemmon     | Mount Lemmon Survey | —         | MPC                           |
| 482860     | 2014 DO97  | 12 jan 1996 | Kitt Peak        | Spacewatch          | —         | MPC                           |
| 482861     | 2014 DF107 | 7 nov 2007  | Mount Lemmon     | Mount Lemmon Survey | —         | MPC                           |
| 482862     | 2014 DO110 | 27 nov 2009 | Kitt Peak        | Spacewatch          | —         | MPC                           |
| 482863     | 2014 DN115 | 23 fev 2007 | Kitt Peak        | Spacewatch          | Flora     | MPC                           |
| 482864     | 2014 DA119 | 21 fev 2007 | Mount Lemmon     | Mount Lemmon Survey | —         | MPC                           |
| 482865     | 2014 DC129 | 13 set 2007 | Mount Lemmon     | Mount Lemmon Survey | —         | MPC                           |
| 482866     | 2014 DL129 | 19 nov 2009 | Kitt Peak        | Spacewatch          | —         | MPC                           |
| 482867     | 2014 DT129 | 13 jul 2004 | Siding Spring    | SSS                 | —         | MPC                           |
| 482868     | 2014 DM134 | 13 set 2007 | Mount Lemmon     | Mount Lemmon Survey | —         | MPC                           |
| 482869     | 2014 DT135 | 12 out 2007 | Kitt Peak        | Spacewatch          | —         | MPC                           |
| 482870     | 2014 EB2   | 24 jan 2007 | Kitt Peak        | Spacewatch          | —         | MPC                           |
| 482871     | 2014 ER5   | 9 fev 2014  | Kitt Peak        | Spacewatch          | Mitidika  | MPC                           |
| 482872     | 2014 EM6   | 17 jan 2007 | Kitt Peak        | Spacewatch          | —         | MPC                           |
| 482873     | 2014 EZ16  | 20 nov 2009 | Mount Lemmon     | Mount Lemmon Survey | —         | MPC                           |
| 482874     | 2014 EM19  | 14 nov 1998 | Kitt Peak        | Spacewatch          | —         | MPC                           |
| 482875     | 2014 ER21  | 15 set 2009 | Kitt Peak        | Spacewatch          | —         | MPC                           |
| 482876     | 2014 EV21  | 15 nov 1998 | Kitt Peak        | Spacewatch          | —         | MPC                           |
| 482877     | 2014 EA22  | 11 dez 2012 | Mount Lemmon     | Mount Lemmon Survey | —         | MPC                           |
| 482878     | 2014 EW22  | 6 abr 1995  | Kitt Peak        | Spacewatch          | —         | MPC                           |
| 482879     | 2014 ED30  | 23 set 2005 | Kitt Peak        | Spacewatch          | —         | MPC                           |
| 482880     | 2014 EX31  | 26 abr 2010 | Mount Lemmon     | Mount Lemmon Survey | —         | MPC                           |
| 482881     | 2014 ER32  | 26 mar 2007 | Mount Lemmon     | Mount Lemmon Survey | —         | MPC                           |
| 482882     | 2014 EE42  | 18 set 2007 | Kitt Peak        | Spacewatch          | —         | MPC                           |
| 482883     | 2014 EK48  | 25 nov 2006 | Mount Lemmon     | Mount Lemmon Survey | —         | MPC                           |
| 482884     | 2014 EQ51  | 27 dez 2006 | Mount Lemmon     | Mount Lemmon Survey | —         | MPC                           |
| 482885     | 2014 FC14  | 1 abr 2005  | Catalina         | CSS                 | —         | MPC                           |
| 482886     | 2014 FL16  | 4 mar 2010  | Kitt Peak        | Spacewatch          | —         | MPC                           |
| 482887     | 2014 FU17  | 16 fev 2010 | Mount Lemmon     | Mount Lemmon Survey | —         | MPC                           |
| 482888     | 2014 FH38  | 22 out 2003 | Kitt Peak        | Spacewatch          | —         | MPC                           |
| 482889     | 2014 FT51  | 9 jan 2006  | Kitt Peak        | Spacewatch          | —         | MPC                           |
| 482890     | 2014 FR53  | 20 mai 2006 | Kitt Peak        | Spacewatch          | —         | MPC                           |
| 482891     | 2014 FC65  | 13 mai 2007 | Kitt Peak        | Spacewatch          | —         | MPC                           |
| 482892     | 2014 FR66  | 18 dez 2009 | Mount Lemmon     | Mount Lemmon Survey | —         | MPC                           |
| 482893     | 2014 FX66  | 10 out 2007 | Mount Lemmon     | Mount Lemmon Survey | —         | MPC                           |
| 482894     | 2014 GD5   | 3 out 2003  | Kitt Peak        | Spacewatch          | —         | MPC                           |
| 482895     | 2014 GS6   | 8 dez 2012  | Mount Lemmon     | Mount Lemmon Survey | —         | MPC                           |
| 482896     | 2014 GX15  | 27 mai 2003 | Kitt Peak        | Spacewatch          | —         | MPC                           |
| 482897     | 2014 GZ25  | 13 out 2005 | Kitt Peak        | Spacewatch          | —         | MPC                           |
| 482898     | 2014 GW41  | 8 mar 2014  | Mount Lemmon     | Mount Lemmon Survey | Phocaea   | MPC                           |
| 482899     | 2014 GT42  | 12 dez 2012 | Mount Lemmon     | Mount Lemmon Survey | —         | MPC                           |
| 482900     | 2014 HG3   | 12 mai 2010 | Mount Lemmon     | Mount Lemmon Survey | —         | MPC                           |

## 482901–483000
| Designação | Designação | Descoberta  | Descoberta       | Descobridor(es)     | Categoria | Mais informações / Referência |
| Permanente | Provisória | Data        | Local            | Descobridor(es)     | Categoria | Mais informações / Referência |
| ---------- | ---------- | ----------- | ---------------- | ------------------- | --------- | ----------------------------- |
| 482901     | 2014 HA12  | 30 nov 2008 | Mount Lemmon     | Mount Lemmon Survey | —         | MPC                           |
| 482902     | 2014 HG14  | 8 nov 2007  | Kitt Peak        | Spacewatch          | —         | MPC                           |
| 482903     | 2014 HP18  | 26 nov 2012 | Mount Lemmon     | Mount Lemmon Survey | —         | MPC                           |
| 482904     | 2014 HO22  | 15 jan 2009 | Kitt Peak        | Spacewatch          | Phocaea   | MPC                           |
| 482905     | 2014 HX25  | 30 out 2011 | Kitt Peak        | Spacewatch          | —         | MPC                           |
| 482906     | 2014 HA26  | 27 abr 2009 | Mount Lemmon     | Mount Lemmon Survey | —         | MPC                           |
| 482907     | 2014 HB30  | 8 mai 2005  | Kitt Peak        | Spacewatch          | —         | MPC                           |
| 482908     | 2014 HT31  | 28 set 2003 | Anderson Mesa    | LONEOS              | Phocaea   | MPC                           |
| 482909     | 2014 HD38  | 13 set 2004 | Socorro          | LINEAR              | —         | MPC                           |
| 482910     | 2014 HV42  | 19 out 2011 | Mount Lemmon     | Mount Lemmon Survey | —         | MPC                           |
| 482911     | 2014 HR47  | 21 out 2008 | Mount Lemmon     | Mount Lemmon Survey | —         | MPC                           |
| 482912     | 2014 HW51  | 19 out 2007 | Mount Lemmon     | Mount Lemmon Survey | —         | MPC                           |
| 482913     | 2014 HT70  | 7 nov 2007  | Kitt Peak        | Spacewatch          | —         | MPC                           |
| 482914     | 2014 HV73  | 2 out 2008  | Mount Lemmon     | Mount Lemmon Survey | —         | MPC                           |
| 482915     | 2014 HB93  | 2 mar 2009  | Mount Lemmon     | Mount Lemmon Survey | —         | MPC                           |
| 482916     | 2014 HO112 | 5 fev 2013  | Mount Lemmon     | Mount Lemmon Survey | —         | MPC                           |
| 482917     | 2014 HL135 | 19 out 2011 | Mount Lemmon     | Mount Lemmon Survey | —         | MPC                           |
| 482918     | 2014 HO145 | 23 set 2008 | Mount Lemmon     | Mount Lemmon Survey | —         | MPC                           |
| 482919     | 2014 HK155 | 1 mai 2006  | Kitt Peak        | Spacewatch          | —         | MPC                           |
| 482920     | 2014 HM159 | 26 dez 2011 | Mount Lemmon     | Mount Lemmon Survey | —         | MPC                           |
| 482921     | 2014 HR159 | 3 ago 2010  | WISE             | WISE                | —         | MPC                           |
| 482922     | 2014 HF161 | 10 jan 2013 | Kitt Peak        | Spacewatch          | —         | MPC                           |
| 482923     | 2014 HL164 | 7 ago 2010  | WISE             | WISE                | —         | MPC                           |
| 482924     | 2014 HJ183 | 22 fev 2009 | Kitt Peak        | Spacewatch          | —         | MPC                           |
| 482925     | 2014 HF185 | 29 out 2005 | Kitt Peak        | Spacewatch          | —         | MPC                           |
| 482926     | 2014 HA187 | 10 jun 2010 | WISE             | WISE                | —         | MPC                           |
| 482927     | 2014 HE195 | 15 out 2007 | Mount Lemmon     | Mount Lemmon Survey | —         | MPC                           |
| 482928     | 2014 JW    | 18 mai 2010 | WISE             | WISE                | —         | MPC                           |
| 482929     | 2014 JZ4   | 16 jan 1997 | Campo Imperatore | CINEOS              | —         | MPC                           |
| 482930     | 2014 JY10  | 7 dez 1999  | Catalina         | CSS                 | —         | MPC                           |
| 482931     | 2014 JB17  | 10 mai 2003 | Kitt Peak        | Spacewatch          | —         | MPC                           |
| 482932     | 2014 JG24  | 25 mai 2003 | Kitt Peak        | Spacewatch          | —         | MPC                           |
| 482933     | 2014 JC27  | 18 jun 2010 | WISE             | WISE                | —         | MPC                           |
| 482934     | 2014 JH29  | 2 dez 2008  | Kitt Peak        | Spacewatch          | —         | MPC                           |
| 482935     | 2014 JX36  | 19 jan 2013 | Mount Lemmon     | Mount Lemmon Survey | —         | MPC                           |
| 482936     | 2014 JR38  | 23 jun 2010 | WISE             | WISE                | —         | MPC                           |
| 482937     | 2014 JO48  | 23 nov 2006 | Kitt Peak        | Spacewatch          | Brangane  | MPC                           |
| 482938     | 2014 JO52  | 3 nov 2011  | Kitt Peak        | Spacewatch          | —         | MPC                           |
| 482939     | 2014 JM59  | 4 mai 2005  | Kitt Peak        | Spacewatch          | —         | MPC                           |
| 482940     | 2014 JH61  | 8 out 2007  | Mount Lemmon     | Mount Lemmon Survey | Phocaea   | MPC                           |
| 482941     | 2014 JP61  | 13 fev 2008 | Mount Lemmon     | Mount Lemmon Survey | —         | MPC                           |
| 482942     | 2014 JS61  | 6 fev 2007  | Mount Lemmon     | Mount Lemmon Survey | —         | MPC                           |
| 482943     | 2014 JJ62  | 15 nov 2007 | Mount Lemmon     | Mount Lemmon Survey | —         | MPC                           |
| 482944     | 2014 JL67  | 26 abr 2010 | WISE             | WISE                | —         | MPC                           |
| 482945     | 2014 JJ69  | 19 nov 1995 | Kitt Peak        | Spacewatch          | —         | MPC                           |
| 482946     | 2014 JM69  | 18 abr 2007 | Mount Lemmon     | Mount Lemmon Survey | —         | MPC                           |
| 482947     | 2014 JU77  | 6 out 1999  | Kitt Peak        | Spacewatch          | —         | MPC                           |
| 482948     | 2014 KG1   | 19 nov 2008 | Mount Lemmon     | Mount Lemmon Survey | —         | MPC                           |
| 482949     | 2014 KV2   | 11 jul 2010 | WISE             | WISE                | —         | MPC                           |
| 482950     | 2014 KV15  | 24 abr 2003 | Kitt Peak        | Spacewatch          | —         | MPC                           |
| 482951     | 2014 KZ18  | 20 mar 2007 | Kitt Peak        | Spacewatch          | —         | MPC                           |
| 482952     | 2014 KP26  | 29 set 2010 | Mount Lemmon     | Mount Lemmon Survey | —         | MPC                           |
| 482953     | 2014 KR26  | 14 out 2010 | Mount Lemmon     | Mount Lemmon Survey | —         | MPC                           |
| 482954     | 2014 KJ36  | 19 dez 2007 | Mount Lemmon     | Mount Lemmon Survey | —         | MPC                           |
| 482955     | 2014 KB42  | 13 jul 2010 | WISE             | WISE                | —         | MPC                           |
| 482956     | 2014 KJ43  | 1 fev 2009  | Mount Lemmon     | Mount Lemmon Survey | —         | MPC                           |
| 482957     | 2014 KR43  | 5 mar 2013  | Mount Lemmon     | Mount Lemmon Survey | Brangane  | MPC                           |
| 482958     | 2014 KJ52  | 22 jun 2009 | Mount Lemmon     | Mount Lemmon Survey | —         | MPC                           |
| 482959     | 2014 KG56  | 4 jan 2013  | Kitt Peak        | Spacewatch          | —         | MPC                           |
| 482960     | 2014 KK58  | 1 mai 2014  | Mount Lemmon     | Mount Lemmon Survey | —         | MPC                           |
| 482961     | 2014 KO59  | 19 dez 2007 | Mount Lemmon     | Mount Lemmon Survey | —         | MPC                           |
| 482962     | 2014 KS65  | 13 dez 2004 | Kitt Peak        | Spacewatch          | —         | MPC                           |
| 482963     | 2014 KA67  | 8 out 2007  | Mount Lemmon     | Mount Lemmon Survey | —         | MPC                           |
| 482964     | 2014 KD67  | 4 mai 2014  | Mount Lemmon     | Mount Lemmon Survey | Brangane  | MPC                           |
| 482965     | 2014 KK67  | 4 mai 2014  | Mount Lemmon     | Mount Lemmon Survey | —         | MPC                           |
| 482966     | 2014 KY68  | 27 out 2005 | Catalina         | CSS                 | —         | MPC                           |
| 482967     | 2014 KE69  | 2 out 2010  | Kitt Peak        | Spacewatch          | —         | MPC                           |
| 482968     | 2014 KK69  | 20 jul 2010 | WISE             | WISE                | —         | MPC                           |
| 482969     | 2014 KY79  | 5 dez 2007  | Kitt Peak        | Spacewatch          | —         | MPC                           |
| 482970     | 2014 KM82  | 13 set 2009 | XuYi             | PMO NEO             | —         | MPC                           |
| 482971     | 2014 KA94  | 2 mar 2010  | WISE             | WISE                | —         | MPC                           |
| 482972     | 2014 KY95  | 28 out 2005 | Kitt Peak        | Spacewatch          | —         | MPC                           |
| 482973     | 2014 KT98  | 11 abr 2003 | Kitt Peak        | Spacewatch          | —         | MPC                           |
| 482974     | 2014 LL    | 11 mar 2005 | Kitt Peak        | Spacewatch          | —         | MPC                           |
| 482975     | 2014 LX3   | 27 jul 2010 | WISE             | WISE                | —         | MPC                           |
| 482976     | 2014 LF8   | 28 jan 2006 | Kitt Peak        | Spacewatch          | —         | MPC                           |
| 482977     | 2014 LF28  | 29 set 2011 | Mount Lemmon     | Mount Lemmon Survey | —         | MPC                           |
| 482978     | 2014 MS8   | 16 mai 2010 | Mount Lemmon     | Mount Lemmon Survey | —         | MPC                           |
| 482979     | 2014 MO23  | 30 nov 2008 | Mount Lemmon     | Mount Lemmon Survey | —         | MPC                           |
| 482980     | 2014 MK28  | 10 jun 2010 | Catalina         | CSS                 | —         | MPC                           |
| 482981     | 2014 ME48  | 1 abr 2009  | Mount Lemmon     | Mount Lemmon Survey | —         | MPC                           |
| 482982     | 2014 NP55  | 2 jan 2009  | Kitt Peak        | Spacewatch          | Juno      | MPC                           |
| 482983     | 2014 NP62  | 14 out 2010 | Mount Lemmon     | Mount Lemmon Survey | —         | MPC                           |
| 482984     | 2014 OJ7   | 7 jan 2006  | Kitt Peak        | Spacewatch          | —         | MPC                           |
| 482985     | 2014 OY13  | 11 mai 2010 | Mount Lemmon     | Mount Lemmon Survey | —         | MPC                           |
| 482986     | 2014 OD52  | 7 ago 2008  | Kitt Peak        | Spacewatch          | —         | MPC                           |
| 482987     | 2014 OM88  | 5 jan 2012  | Kitt Peak        | Spacewatch          | —         | MPC                           |
| 482988     | 2014 OH90  | 1 abr 2013  | Siding Spring    | SSS                 | —         | MPC                           |
| 482989     | 2014 OV159 | 19 jan 2012 | Haleakala        | Pan-STARRS          | —         | MPC                           |
| 482990     | 2014 OK165 | 17 abr 2009 | Mount Lemmon     | Mount Lemmon Survey | —         | MPC                           |
| 482991     | 2014 OA333 | 3 abr 2013  | Mount Lemmon     | Mount Lemmon Survey | —         | MPC                           |
| 482992     | 2014 OP346 | 23 fev 2007 | Mount Lemmon     | Mount Lemmon Survey | —         | MPC                           |
| 482993     | 2014 OO372 | 2 jan 2012  | Mount Lemmon     | Mount Lemmon Survey | —         | MPC                           |
| 482994     | 2014 PK7   | 4 jan 2006  | Kitt Peak        | Spacewatch          | —         | MPC                           |
| 482995     | 2014 QD38  | 22 ago 1998 | Xinglong         | SCAP                | —         | MPC                           |
| 482996     | 2014 QJ72  | 25 dez 2005 | Kitt Peak        | Spacewatch          | Brangane  | MPC                           |
| 482997     | 2014 QR102 | 27 jan 2012 | Mount Lemmon     | Mount Lemmon Survey | —         | MPC                           |
| 482998     | 2014 QS271 | 29 ago 2005 | Kitt Peak        | Spacewatch          | —         | MPC                           |
| 482999     | 2014 QZ285 | 15 mar 2012 | Kitt Peak        | Spacewatch          | —         | MPC                           |
| 483000     | 2014 QP300 | 2 fev 2006  | Mount Lemmon     | Mount Lemmon Survey | —         | MPC                           |